# Richelieu - Bibliothèques, musée, galeries
Richelieu - Bibliothèques, musée, galeries désigne un complexe architectural situé dans le deuxième arrondissement de Paris, délimité par les rues de Richelieu, Vivienne, Colbert et des Petits-Champs. Ce découpage géométrique donne au site sa dénomination de « Quadrilatère Richelieu ».
Le cœur historique du site date de la première moitié du XVIIe siècle et comprend une partie du palais du cardinal Mazarin. À partir de 1721, la Bibliothèque royale s'installe dans certaines ailes du bâtiment, qu'elle partage avec d'autres institutions, telles que la Bourse. Des travaux d'agrandissements sont menés au cours du XVIIIe siècle sous l'égide de Robert de Cotte ou encore de Jacques V Gabriel, mais il faut attendre la première moitié du XIXe siècle pour que la Bibliothèque récupère l'intégralité du site. Le XIXe siècle est marqué par une importante période d'aménagements et de modernisations, dont la plus emblématique demeure la réalisation de la salle de lecture à coupoles par l'architecte Henri Labrouste. Ses successeurs Jean-Louis Pascal, Alfred Recoura et Michel Roux-Spitz achèvent de donner au site sa physionomie actuelle, notamment par l’adjonction de la salle Ovale qui complète le dernier quart du quadrilatère.
La deuxième moitié du XXe siècle est marquée par un accroissement exponentiel des collections qui aboutit à la décision de transférer les Imprimés vers un nouveau site établi dans le treizième arrondissement de Paris. Le départ du département des Imprimés de la Bibliothèque nationale et la construction de la Bibliothèque François-Mitterrand dans le quartier de Tolbiac ne laisse à Richelieu que les départements spécialisés de la BnF. Après ce grand bouleversement, le début du XXIe siècle est marqué par l'initiative d'un véritable renouveau du site.
Des travaux de rénovation sont engagés (1re phase : 2010-2016 ; 2de phase : 2017-2022), qui voient les bibliothèques de l'Institut national d'histoire de l'art et de l'École nationale des chartes rejoindre le quadrilatère Richelieu. Une nouvelle dimension muséale, liée aux spécificités des collections conservées à Richelieu, est adjointe au projet. À l'issue de la première phase des travaux et de la réouverture partielle du site en décembre 2016, le site prend le nom de « Richelieu - Bibliothèques, musée, galeries ».

## Histoire

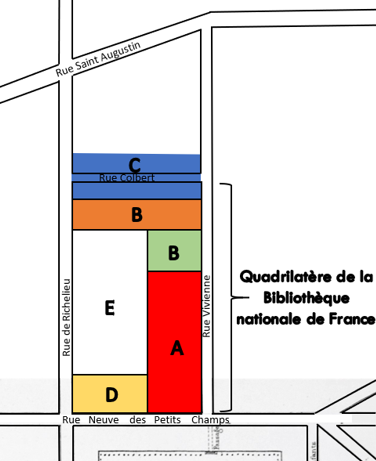
Parcellaire du quadrilatère de la Bibliothèque nationale de France, site Richelieu.

### Parcellaire du quadrilatère de la Bibliothèque nationale de France, site Richelieu
L'étude de l'histoire du parcellaire du quadrilatère de la Bibliothèque nationale de France a été faite par Maurice Dumolin dans ses Études de topographie parisienne et a été reprise par Jacques Hillairet dans la rue de Richelieu, entre la rue neuve des Petits-Champs, le rue de Richelieu, la rue Vivienne et la rue Colbert.
- Parcelle A : elle est vendue le 6 octobre 1634 par Louis Le Barbier à Charles Duret, seigneur de Chevry, président de la chambre des comptes et contrôleur général des finances, pour 30 750 livres. Il fait construire un hôtel par Jean Thiriot[6], au no 8. Charles Duret meurt en 1636 alors que l'hôtel est à peine terminé. Son fils le vend en 1641, pour 153 000 livres, à Jacques Tubeuf, président de la chambre des comptes, familier du cardinal Mazarin. Après la mort de Louis XIII, le 14 mai 1643, la reine Anne d'Autriche le nomme président du conseil de régence et premier ministre. La reine s'installe au palais Cardinal. Mazarin loue et s'installe en octobre 1643 dans l'hôtel Tubeuf. Jacques Tubeuf le lui revend en 1649 pour devenir le palais Mazarin[7].
- Parcelles B : Jacques Poitevin, secrétaire du roi, puis président de la cour des monnaies, a acheté, en 1634 et 1636, les deux parcelles à Louis Le Barbier et Pierre Feydeau. Il a vendu ces parcelles en 1644 au cardinal Mazarin.
- Parcelle C : le cardinal Mazarin l'a achetée en 1646 et 1647 au sieur Pierre Dufos, secrétaire du roi, qui l'avait achetée en 1634-1635. La rue Colbert partage aujourd'hui cette parcelle.
- Parcelles D et E : ces parcelles ont été vendues en 1635 par Louis Le Barbier à Claude de Bullion, garde des sceaux des ordres du roi, pour 37 500 livres, mais il les a rachetées en 1637 pour 100 000 livres. 
  - La parcelle D est vendue en 1638 à Guillaume Brisacier qui les revend en 1642 à Jacques Tubeuf qui y a fait construire trois maisons par Pierre Le Muet. Jacques Tubeuf loue la maison au no 10 au cardinal Mazarin et habite dans les autres maisons qui sont alors appelées le petit hôtel Tubeuf. Il est acheté en 1649 par le cardinal Mazarin. Jacques Tubeuf s'est alors fait construire un 3e hôtel au no 16 rue Vivienne.
  - La parcelle E : La liquidateur des biens de Louis Le Barbier, Lemassonet, vend la parcelle au cardinal Mazarin en 1643.

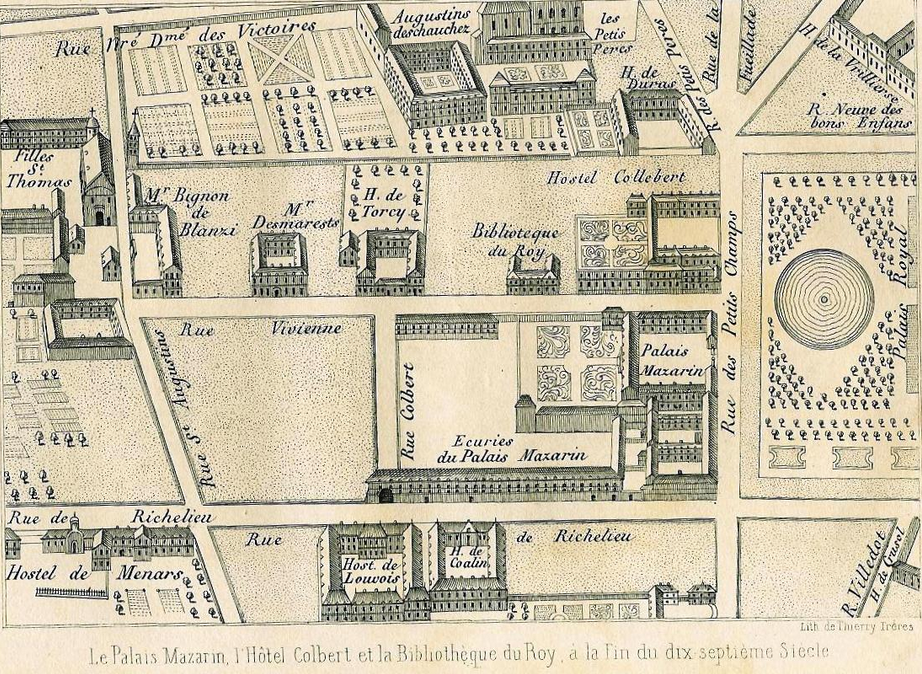
Le palais Mazarin tel qu'il devait se présenter au XVIIe siècle.

En 1649, le cardinal Mazarin est propriétaire de l'ensemble des parcelles du quadrilatère de l'actuelle Bibliothèque nationale de France, site Richelieu. Le cardinal Mazarin a fait aménagé le grand hôtel Tubeuf qui est devenu le palais Mazarin. En 1644-1646, il fait construire par François Mansart les deux galeries superposées (galerie basse ou galerie Mansart, galerie haute ou galerie Mazarine) en prolongement de l'aile de gauche du grand hôtel Tubeuf. Il fait construire le long de la rue de Richelieu. Le devis et le marché de maçonnerie de ce bâtiment de 190 mètres de long ayant un seul étage est établi en retour du petit hôtel Tubeuf « par les sieurs Pierre Le Muet et Maurice Valpergue, architectes et ingénieurs du roi ». Le devis a été signé par le maître maçon Nicolas Messier, le 3 mai 1646. Il en subsiste le no 58. Il y a installé ses écuries et les communs dans la partie nord, et dans la partie restante, au premier étage, sa bibliothèque dont il a confié la garde à Gabriel Naudé dès 1642 qui avait publié en 1627 Advis pour dresser une bibliothèque . Il a probablement participé à l'aménagement de la bibliothèque. En 1649 est construite la Traverse reliant l'ancien hôtel de Chevry au bâtiment de la rue de Richelieu, puis aménagé le petit hôtel à l'angle des rues de Richelieu et Neuve-des-Petits-Champs ou petit hôtel de la Bibliothèque. Jean-Baptiste Colbert a fait ouvrir, en 1682, la rue Neuve Mancini qui a pris le nom de Colbert après sa mort, en 1683. Elle débouche sur la rue de Richelieu par une arcade, l' arcade Colbert.

### Du palais Mazarin à la Bibliothèque royale
L'histoire du site commence en 1635, lorsque Charles Duret de Chevry fait construire un hôtel particulier à l'angle des rues Vivienne et des Petits-Champs, sur une parcelle du fief de la Grange-Batelière. La construction et probablement la conception de l'hôtel de Chevry ont été confiées à Jean Thiriot. En 1641, l'hôtel devient la propriété de Jacques Tubeuf, nommé la même année à la charge d’intendant et contrôleur général des finances, qui laisse son nom à l'édifice. En 1643, le cardinal Mazarin loue l'hôtel Tubeuf pour y abriter ses collections, déjà opulentes, et sa bibliothèque naissante. Mais le cardinal ne réside pas dans cet hôtel qu'il utilise avant tout comme une retraite où « il était parfois bien aise de se reposer » et où il installa par la suite ses neveux et nièces, dont la célèbre Hortense Mancini. En 1649, Mazarin fait l'acquisition de l'hôtel dont il avait déjà fait réaliser des extensions par Mansart et par Le Muet. En effet, dès 1644 Mansart a édifié les deux galeries superposées, conservées aujourd'hui, qui constituent le cœur du palais cardinalice. Puis, en 1646, Le Muet initie la grande aile de 144 m de long à l'ouest de la propriété, prévue pour accueillir les écuries au rez-de-chaussée et la bibliothèque du cardinal à l'étage. Achevée en 1648, elle est complétée d'une aile de traverse qui la relie aux galeries de Mansart. Ce premier ensemble constitue le palais Mazarin. Par un brevet royal signé par Louis XIV, le 6 juin 1650, entérine la « donation faite au public par Monsieur le cardinal Mazarini en datte de ce jourd’huy de sa bibliothecq[ue] », en la plaçant sous sa protection. Cette bibliothèque développée par Gabriel Naudé, qui avait rassemblé plus de 30 000 documents, est saisie et vendue pendant la Fronde, en 1652. Il la reconstitue après son retour à Paris.

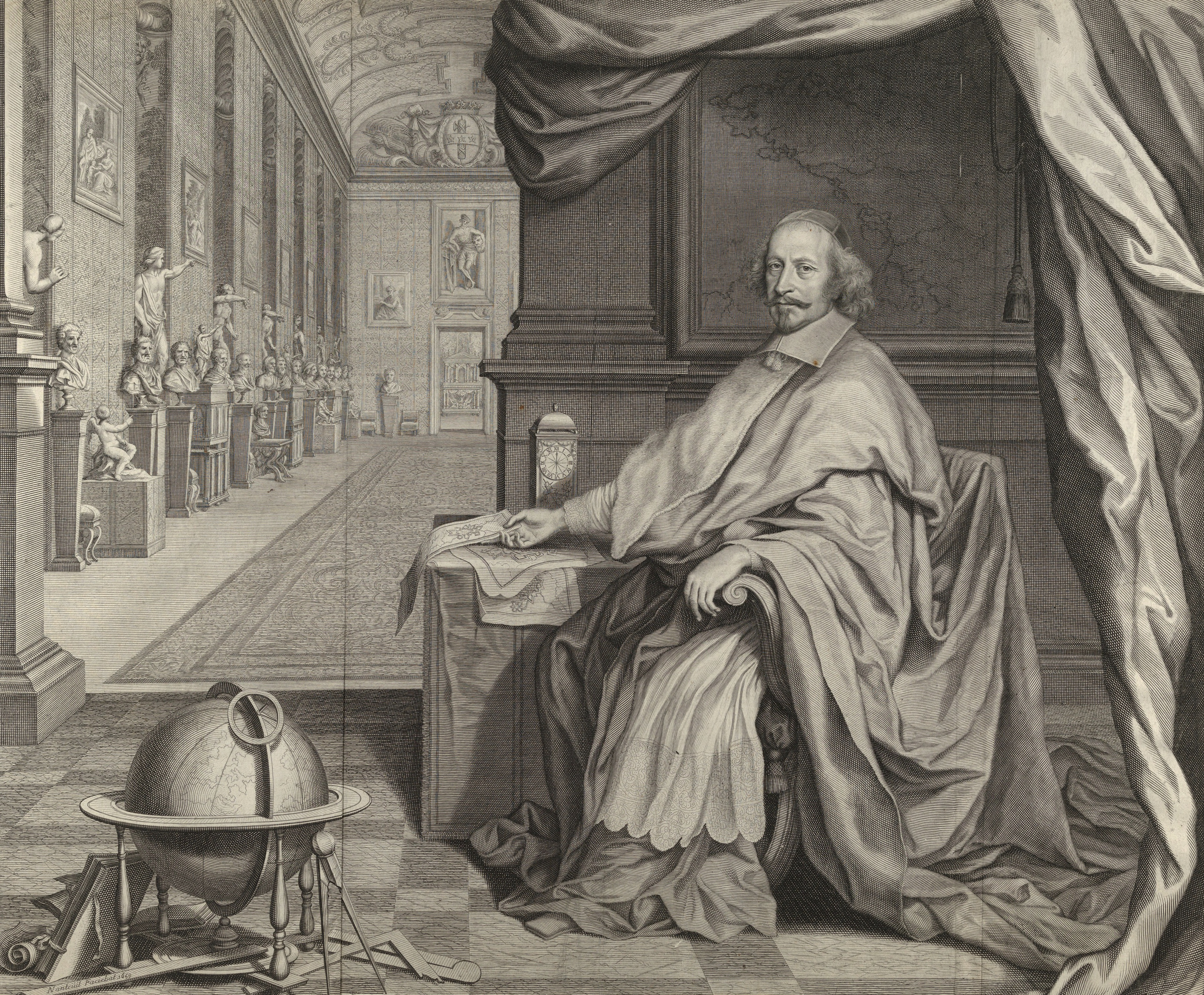
Jules Mazarin dans la galerie Mazarine vers 1659, par Robert Nanteuil.

À la mort du cardinal en 1661, le palais est partagé entre son neveu Philippe Mancini et sa nièce Hortense Mancini, mariée au duc Armand-Charles de La Porte de La Meilleraye,. Philippe, titré duc de Nevers, reçoit l'aile construite par Le Muet côté rue de Richelieu, qui prend le nom d'hôtel de Nevers, et un des petits hôtel attenant rue des Petits-Champs. Hortense et son époux, portant désormais le titre de duc de Mazarin, héritent de l'hôtel Tubeuf, de l'aile Mansart qui abritait les galeries d’œuvres d'art du cardinal, et de deux autres petits hôtels attenants rue des Petits-Champs. Si une grande partie des œuvres d'art reste sur le site, la bibliothèque du cardinal rejoint quant à elle le collège des Quatre nations, fondé par Mazarin, qui s'y fait inhumer.
Le palais Mazarin ne connait pas de grande modification durant les décennies qui suivent. Il n'en demeure pas moins un lieu réputé, notamment pour ses plafonds peints par Romanelli et Grimaldi, et les collections somptueuses constituées par le cardinal. C'est là que fut logé le Bernin lorsqu'il vint à Paris pour étudier le projet d’édification de la façade est du Louvre en 1665. La renommée des collections ne suffit cependant pas à les mettre à l'abri de la pudibonderie de leur nouveau propriétaire, le duc de Mazarin. Le couple Mazarin est en effet mal assorti, Hortense Mancini aimant la fête et les arts, Armand-Charles de La Porte étant plutôt proche du parti des dévots. Ce dernier n'hésite pas à faire couvrir les nudités de certains antiques du cardinal de chastes chemises de plâtre. La situation s'aggrave après 1668, alors qu'Hortense Mancini a quitté le domicile conjugal et s'est réfugié chez sa sœur à Rome. Le caractère du duc de Mazarin ne s'améliore pas. Pris d'un excès de rage, il ordonne de faire mutiler un nombre important de sculptures et de peintures du cardinal conservées dans les galeries. Le fait remonte aux oreilles du roi, lequel assigne le duc à résidence et envoie des commissaires faire un constat des dégâts.
Les décennies suivantes sont marquées par les premières cessions immobilières. Le duc de Nevers se voit en effet obligé pour des raisons financières de vendre le petit hôtel à l'angle des rues Richelieu et Petits-Champs à un certain Jean de Varennes en 1697. En 1698, il loue l'extrémité nord de l'hôtel de Nevers, dont la partie conservée aujourd'hui, à Madame de Lambert qui y tint un salon réputé. En 1719, le fils de Philippe Mancini vend son bien à John Law, lequel souhaite y installer la banque royale. Cet achat est suivi en 1720 par celui du lot d'Hortense Mancini pour y installer la Compagnie des Indes. John Law reconstitue ainsi, pour un temps, l'unité du palais.
La banqueroute du système de Law en juillet 1720 vient rapidement mettre fin à cette réunification. La Couronne récupère l'ensemble des bâtiments et leur donne une nouvelle affectation. L'hôtel Tubeuf et ses dépendances restent affectés à la Compagnie des Indes, la galerie Mansart échoit à la Bourse, la galerie Mazarine, l'hôtel de Nevers et ses dépendances sont assignés à la Bibliothèque royale. Cette dernière est installée depuis 1666 dans des locaux rue Vivienne. Sous l'égide de l'abbé Bignon, elle comprend alors cinq départements : Manuscrits, Estampes, Titres, Médailles et Imprimés. Le déménagement a lieu entre le 25 septembre 1721 et février 1722. Depuis lors, la Bibliothèque royale ne quittera plus les lieux et tentera de reconstituer l'unité du palais Mazarin sous son institution.

### De la Bibliothèque royale à la Bibliothèque impériale: la conquête du site

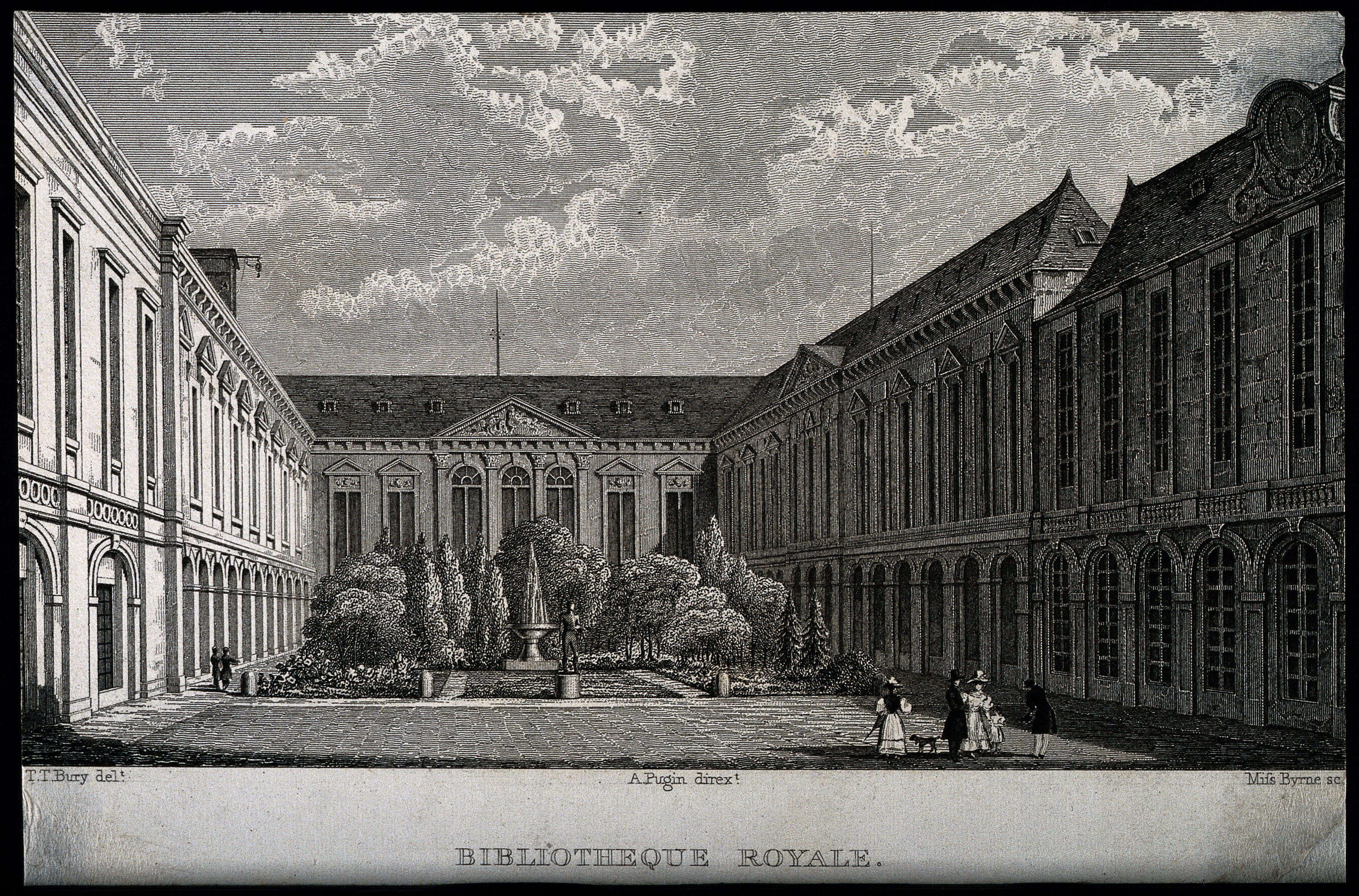
Gravure de Thomas Talbot Bury datée de 1831, représentant la cour d'honneur avec l'aile de Cotte à droite et l'aile Gabriel au fond.

En 1721 lorsque l'abbé Bignon installe la bibliothèque du roi sur le site, il doit composer avec ses autres occupants. Dans un premier temps, la bibliothèque n'occupe que l'hôtel à l'angle de la rue de Richelieu, le rez-de-chaussée de la Galerie neuve que Law a fait bâtir par Mollet dans le prolongement des galeries de Mansart, et la galerie Mazarine. Ce n'est qu'en 1724 que l'hôtel de Nevers est déclaré appartenir pleinement au Roi, hormis la partie louée aux Lambert. Dès 1722 les Globes de Coronelli quittent le Louvre pour la Galerie neuve, où ils sont entourés par les collections d'Estampes.
De 1725 à 1735 la Galerie neuve est reprise par Robert de Cotte et achevée par son fils Jules-Robert de Cotte. La façade est ornée des armes royales qui disparaitront à la Révolution et qui seront remplacées par de nouvelles sculptures vers 1880. Entretemps, la marquise de Lambert meurt et un arrêt du Conseil d'État du 23 février 1734 octroie son hôtel à la Bibliothèque, qui réunit ainsi l'intégralité de l'héritage du duc de Nevers, la galerie Mazarine en plus. Aménagé par le nouvel architecte Jacques V Gabriel, l'hôtel de Lambert accueille le Cabinet des Médailles du roi et le somptueux décor conservé encore aujourd'hui dans le salon Louis XV au sein du quadrilatère. Jacques Gabriel, reprend également les travaux d'agrandissements prévus par Robert de Cotte en construisant l'aile nord, le long de la rue Colbert, terminée en 1739.
Cet état immobilier ne varie guère jusqu'aux grands travaux d'Henri Labrouste au milieu du XIXe siècle. Le seul élément notable est l'ajout du péristyle de la Bourse, visible sur le plan de Jacques-François Blondel au milieu du XVIIIe siècle, au-dessus duquel sera installé le télégraphe en 1794. Avec les confiscations révolutionnaires et les spoliations napoléoniennes, les collections croissent de manière exponentielle. La bibliothèque accueille donc avec soulagement l'ordonnance royale du 14 octobre 1818 qui lui octroie les bâtiments occupés jusqu'alors par le Trésor, équivalent à l'hôtel Tubeuf et aux deux petits hôtels attenants. Enfin en 1826, la Bourse quitte la galerie Mansart pour intégrer le palais Brongniart. La Bibliothèque royale occupe désormais l'intégralité du site, mais elle se sent toujours à l'étroit. Après de nombreuses hésitations pour l'installer sur un autre site, l'empereur Napoléon III nomme finalement Henri Labrouste architecte de la Bibliothèque impériale en 1854, à charge pour lui de moderniser et d'agrandir les espaces tout en préservant, en partie du moins, les lieux historiques du palais Mazarin.

### De l'achèvement du quadrilatère à la Bibliothèque nationale de France
L’intervention de Labrouste à la Bibliothèque impériale consiste dans un premier temps à rénover l'hôtel Tubeuf, entre 1857 et 1860. Inspiré par sa visite à la British Library, Labrouste propose diverses versions de son projet, dont le définitif est validé en 1859. Les grands travaux commencent par la démolition des petits hôtels de Le Muet attenant à l'hôtel Tubeuf, qui laissent place à l'aile des Petits-Champs et à sa rotonde emblématique, aujourd'hui occupées par la bibliothèque de l’École nationale des chartes. En 1861 débutent les travaux de construction de la salle de travail, appelée aujourd'hui salle Labrouste, et en 1862 ceux du magasin central destiné aux Imprimés. La cour d'honneur se retrouve amputée d'une bonne partie de son étendue, et l'entrée est décalée plus au nord rue de Richelieu, telle qu'on peut la voir encore aujourd'hui. Labrouste n'omet pas de poursuivre la restauration des espaces les plus prestigieux, notamment la galerie Mazarine en 1868, mais l'hôtel de Nevers est quant à lui détruit pour laisser place à la nouvelle aile Richelieu en 1869. Il amorce la destruction de l'aile de Jacques V Gabriel, mais ce projet n'est pas mené à son terme.

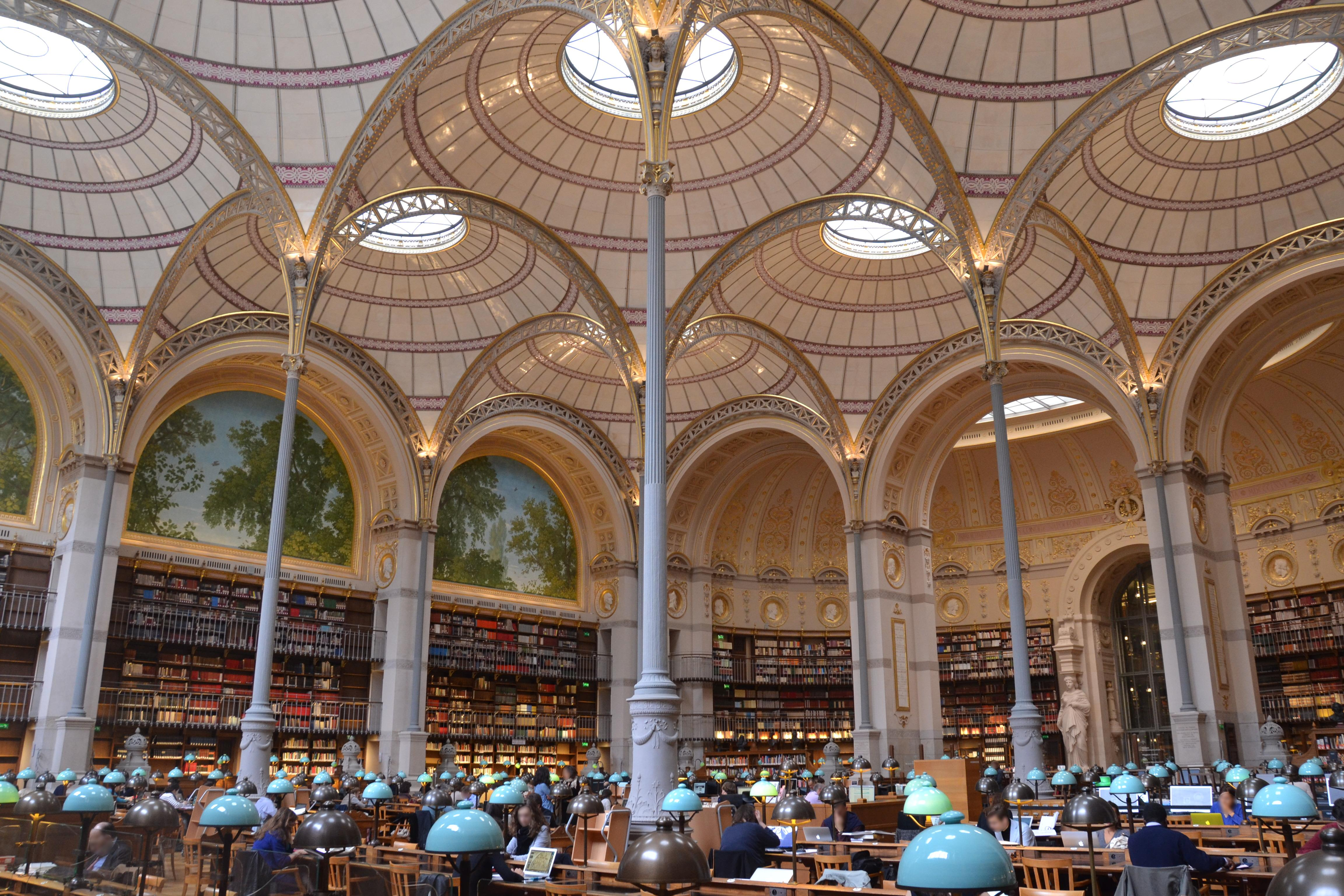
Salle de lecture réalisée par Henri Labrouste pour la Bibliothèque impériale. Depuis 2016, salle de lecture de la bibliothèque de l'Institut national d'histoire de l'art.

À la mort de Labrouste en 1875, Jean-Louis Pascal reprend le flambeau, mais décide de conserver et de restaurer l'aile de Gabriel. De 1878 à 1886 il rénove et modernise l'aile de Cotte : il réalise notamment la salle de lecture des Manuscrits, d'inspiration XVIIIe siècle, où il insère d'anciennes boiseries Louis XV. Mais Pascal est surtout l'architecte qui achève de donner au site Richelieu sa forme de quadrilatère, en complétant l'angle nord-est de l’ilot, auparavant occupé par des maisons particulières. Il est le concepteur de la salle Ovale, pensée pour être la grande salle de lecture publique de la Bibliothèque nationale, et des corps de bâtiments qui l’entourent, destinés notamment au Cabinet des Médailles. Les travaux commencent en 1897, mais Pascal ne voit pas leur achèvement : il passe la main en 1912 à son successeur, Alfred Recoura.
Dès 1914, Recoura doit réviser l'aménagement de la salle Ovale et de ses dépendances. En effet les lieux changent d'orientation et sont dévolus aux journaux et périodiques, pour les chercheurs. En 1917 le Cabinet des Médailles intègre le premier étage de la nouvelle aile, rue Vivienne. Pascal a prévu une salle épousant les dimensions de l'ancien cabinet royal, dont les décors peints par Nattoire, Boucher et Van Loo ainsi que les boiseries provenant de l'ancien hôtel de Nevers sont replacés. Les copies commandées à Fortuné Layraud des portraits de Louis XIV et de Louis XV par Hyacinthe Rigaud, réalisées pour le vestibule d'honneur dans l'aile de Cotte, sont déplacées et intégrées aux décors du nouveau salon Louis XV. Les autres salles de l'étage sont aménagées pour recevoir le futur Musée des Monnaies, médailles et antiques.
La salle Ovale n'est inaugurée qu'en 1936, alors que Recoura n'est déjà plus architecte de la bibliothèque : la charge a été reprise par Michel Roux-Spitz dès 1932. Ce dernier n'apporte pas de modifications significatives extérieures aux bâtiments. En revanche il modernise radicalement les espaces intérieurs. Il réaménage notamment l'hôtel Tubeuf, entre 1938 et 1946 pour le département des Estampes, et entre 1942 et 1954 pour le département des Cartes et Plan. Michel Roux-Spitz commence également la surélévation du magasin central, qui sera achevée par son successeur André Chatelin en 1959.
La seconde moitié du XXe siècle est marquée par un accroissement constant des collections, qui conduit le président François Mitterrand à annoncer le 14 juillet 1988 « la construction et l'aménagement de l'une ou de la plus grande et la plus moderne bibliothèque du monde… (qui) devra couvrir tous les champs de la connaissance, être à la disposition de tous, utiliser les technologies les plus modernes de transmission de données, pouvoir être consultée à distance et entrer en relation avec d'autres bibliothèques européennes ». La construction du nouveau site Tolbiac (François-Mitterrand) dans le 13e arrondissement est confiée à Dominique Perrault. La nouvelle Bibliothèque nationale de France, achevée en 1995, ouvre au public le 20 décembre 1996 et, après le déménagement de la majeure partie des collections (imprimés et périodiques) de la rue Richelieu, accueille les chercheurs au rez-de-jardin le 8 octobre 1998.

### Rénovation
Dès qu'est annoncée la création des nouveaux locaux de Tolbiac, la réflexion s'engage sur l'avenir du site. Les départements spécialisés de la Bibliothèque nationale de France sont destinés à demeurer sur le site Richelieu, qui ne change donc pas de vocation : cette décision est définitivement actée en 1994. Par ailleurs, dès 1990, il est décidé de profiter de la libération d'espaces dans le quadrilatère et la galerie Vivienne pour y installer un « Institut d'histoire des arts » envisagé depuis plusieurs années. Plusieurs rapports, rédigés par Michel Melot, Pierre Encrevé, Emmanuel Hoog et Françoise Benhamou sont consacrés à ces questions. Certains préconisent de séparer administrativement la « nouvelle BN » et une « Bibliothèque des arts » qui regrouperait les départements spécialisés et une bibliothèque de documentation sur les arts, mais cette option n'est pas retenue, et le décret du 3 janvier 1994 privilégie l'unité administrative de la BN historique. Dès 1993, les collections de ce qui est encore la bibliothèque d'art et d'archéologie Jacques-Doucet sont déménagées dans le quadrilatère à côté des périodiques de la BN pas encore transférés.
En 1998, il est décidé que les bibliothèques du futur Institut national d'histoire de l'art (INHA), créé finalement en 2001, et de l’École nationale des chartes intègreraient les espaces Labrouste, ainsi que le Département des Arts du spectacle de la Bibliothèque nationale de France alors à l’Arsenal. Cette même année, à peine le site Tolbiac est-il entièrement ouvert que l'on programme la rénovation de Richelieu : les premières études patrimoniales sont lancées par Jean-François Lagneau, le nouvel architecte en chef des Monuments historiques chargé de la bibliothèque. L'année suivante, la maîtrise d'ouvrage est confiée à l'EMOC (qui deviendra l'OPPIC, Opérateur du patrimoine et des projets immobiliers de la culture, en 2010), à qui revient la responsabilité des études préalables et de programmation. En 2006, une convention entre les ministères de la Culture et de l'Enseignement supérieur et les trois établissements publics concernés (BnF, INHA, ENC) confirme la délégation de maîtrise d'ouvrage à l'EMOC. Ce n'est qu'en 2007 que l'agence Bruno Gaudin, lauréat du concours, se voit confier la maîtrise d’œuvre.
Les travaux sont décomposés en deux zones, la première à l'ouest du quadrilatère, la seconde à l'est. La première phase de travaux dure de 2011 à 2016. Les espaces intérieurs et extérieurs sont mis aux normes, rénovés, de même que l'organisation des distributions verticales est revue. Deux nouvelles salles de lectures sont créées : l'une pour l’École nationale des chartes, dans l'aile Petits-Champs, l'autre dans l'aile Richelieu pour le département des Arts du spectacle. La salle Labrouste et le magasin central sont restaurés, ce dernier étant aménagé pour accueillir les lecteurs. Ces deux espaces constituent désormais la bibliothèque de l'INHA. Pendant les travaux de la phase 1, la partie est du quadrilatère reste ouverte au public ; elle ne ferme qu'à l'automne 2016 pour effectuer le transferts des collections et des services en zone ouest. Le 15 décembre 2016, la zone 1 rénovée ouvre ainsi ses portes au public.
La seconde phase de travaux commence au printemps 2017, et s'est achevée le 17 septembre 2022 avec la réouverture au public. Parmi les enjeux majeurs de cette deuxième salve de rénovation, figurait le réaménagement de la salle Ovale conçue par Pascal, la restauration des galeries de Mazarin, mais également les décors Louis XV de l'ancien Cabinet du roi. C'est ainsi que la salle Ovale s'ouvre à nouveau au public et offre plus de 20 000 volumes en accès libre. Le but des travaux était d'offrir un nouveau visage au site : trois bibliothèques d'institutions différentes proposant des fonds complémentaires en Histoire et Histoire de l'art, un musée, et un nouvel axe traversant reliant les rues Vivienne et Richelieu, une nouvelle galerie, voisine des nombreux passages couverts présents dans le quartier.

## Architecture

### XVIIesiècle

#### Hôtel Tubeuf et dépendances
L'hôtel Tubeuf est la partie la plus ancienne du site. Charles Duret de Chevry, riche financier proche de Sully puis de Richelieu, président à la Chambre des comptes et intendant des Finances, se fait bâtir en 1635 à l'angle des rues Vivienne et des Petits-Champs, un hôtel particulier par Jean Thiriot. Suivant l'usage médiéval parisien, l'hôtel s'élève entre cour et jardin, avec un corps de logis flanqué de deux pavillons sur la cour, prolongés de deux ailes basses réunies par un mur sur la rue. Côté jardin, deux pavillons latéraux abritant des cabinets et un avant-corps central pour le grand escalier, rythment la façade. Chaque corps de bâtiment a son propre comble d'ardoises. Les deux niveaux abritent deux appartements séparés du commun : les écuries à gauche, les cuisines à droite. Les façades de briques et de pierres à la mode rustique s'inscrit dans le style Louis XIII. Charles Duret de Chevry fait rapidement modifier les ailes, qui reçoivent un étage et sont complétées à leurs extrémités par deux petits pavillons carrés coiffés de petits dômes sur tambour circulaires.  

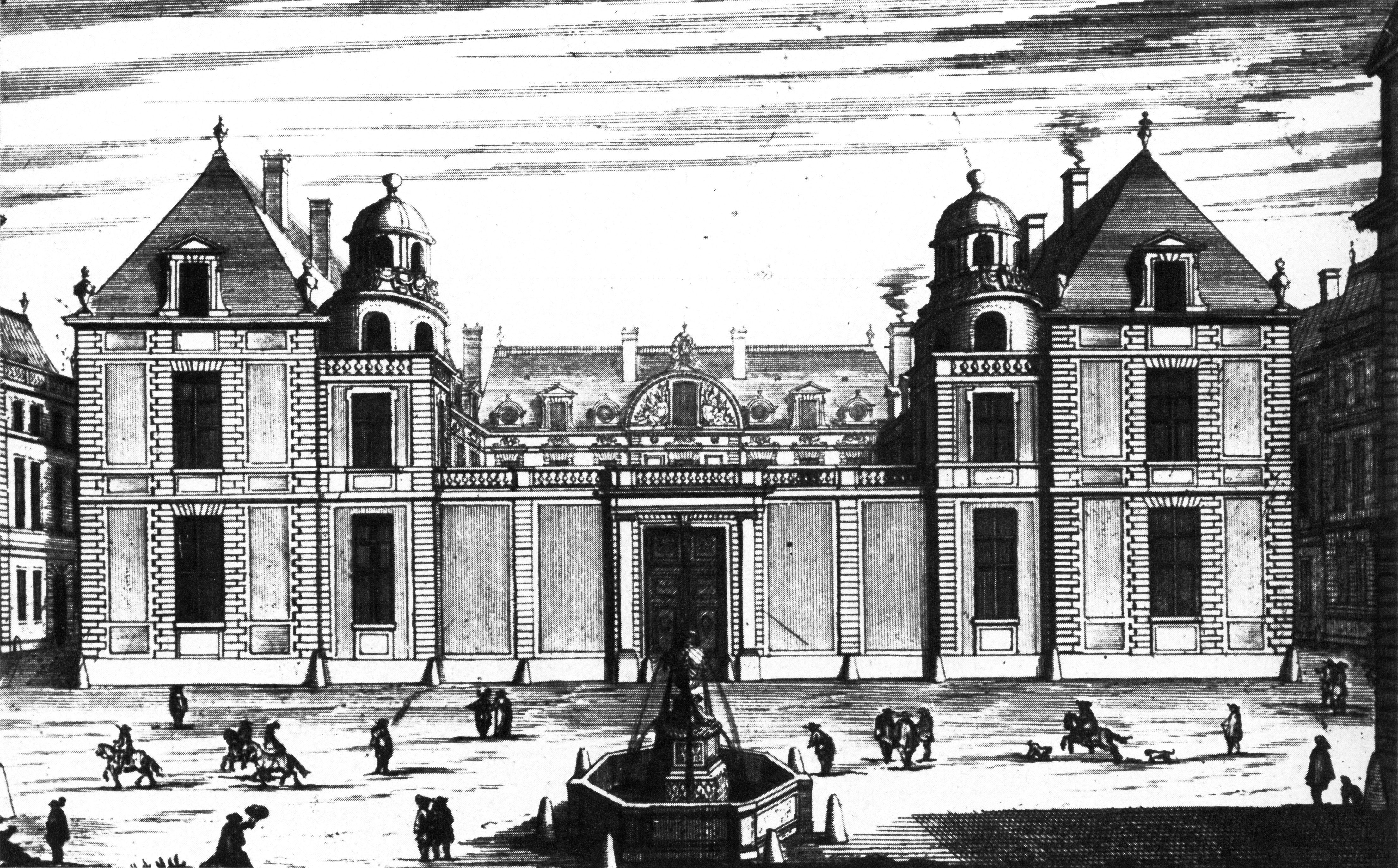
Façade sur rue de l'hôtel Tubeuf, partie du palais Mazarin, gravure de Jean Marot (avant 1679).

En 1641, l'hôtel devint la propriété de Jacques Tubeuf, nommé la même année à la charge d’intendant et contrôleur général des finances. Il achète en 1642 le terrain jouxtant la demeure et se fait bâtir trois petits hôtels entre cours et jardins, sur les plans de Pierre le Muet, architecte du Roi. Dès 1643, Tubeuf s'installe dans ces petits hôtels et loue sa demeure à l'homme fort du royaume : le cardinal Mazarin. Ce dernier y loge ses collections, déjà opulentes, et sa bibliothèque naissante, mais réside peu dans l'hôtel. Le ministre entreprend de grands travaux d'agrandissements et se constitue un véritable palais, mais l'hôtel Tubeuf est conservé en l'état, hormis quelques aménagements intérieurs.
À la mort de Mazarin l'hôtel Tubeuf fait partie du lot d'Hortense Mancini. Il est par la suite racheté par John Law qui y installe la Compagnie des Indes, affectation qu'il conserve au XVIIIe siècle, avant que le Trésor la remplace. L'hôtel devient un espace administratif, avec des bureaux et des magasins. Le bâtiment n'est intégré à la Bibliothèque royale qu'en 1826, lorsque les Finances quittent les lieux, mais les travaux de restauration n'ont lieu qu'avec la nomination de Labrouste au poste d'architecte de la bibliothèque. Persuadé que l'hôtel est l’œuvre de Le Muet, Labrouste s'inspire de ses travaux pour restaurer l'édifice. Sa plus grande intervention consiste à remplacer le mur sur rue par des grilles, ne conservant que le porche que Law avait fait refaire par Mollet au début du XVIIIe siècle. En revanche, les petits hôtels particuliers attenants sont détruits et laissent place à l'aile des Petits-Champs et à sa rotonde emblématique, aujourd'hui occupées par la bibliothèque de l’École nationale des chartes.
À partir de 1882, l'administration de la Bibliothèque nationale décida d'installer les collections géographiques au premier étage de l'hôtel que venait de libérer le département des Manuscrits. Au rez-de-chaussée prenait place l'atelier de reliure. La salle de lecture prit place dans le corps central, mais la partie occidentale étant affectée au département des Estampes, les collections géographiques demeuraient à l'étroit et éloignées de leur espace de consultation. Durant l'entre-deux-guerres, une solution d'ensemble se dessina sous l'impulsion de Julien Cain et de l'architecte Roux-Spitz. La restructuration complète de l'hôtel Tubeuf fut entreprise en ne conservant que les éléments de façade du corps central et de l'aile occidentale, tandis que l'aile orientale dévolue à des logements de fonction ne connaîtrait aucune transformation de ses intérieurs comme de ses extérieurs.
Les travaux entrepris avant la guerre furent interrompus en 1941. Durant la période d'occupation, la partie centrale avait l'allure d'une coque vide avec l'étaiement spectaculaire des baies et des façades. À la Libération, de longs travaux reprirent par l'excavation de quatre niveaux de sous-sols, à quatorze mètres au-dessous du niveau des cours. Il fallut attendre le 11 juin 1954 pour inaugurer les nouvelles installations des départements des cartes et plans et des estampes et de la photographie qui s'inscrivent dans le vaste programme de renouveau du quadrilatère arrêté par Julien Cain en 1934.

#### Galeries de Mansart

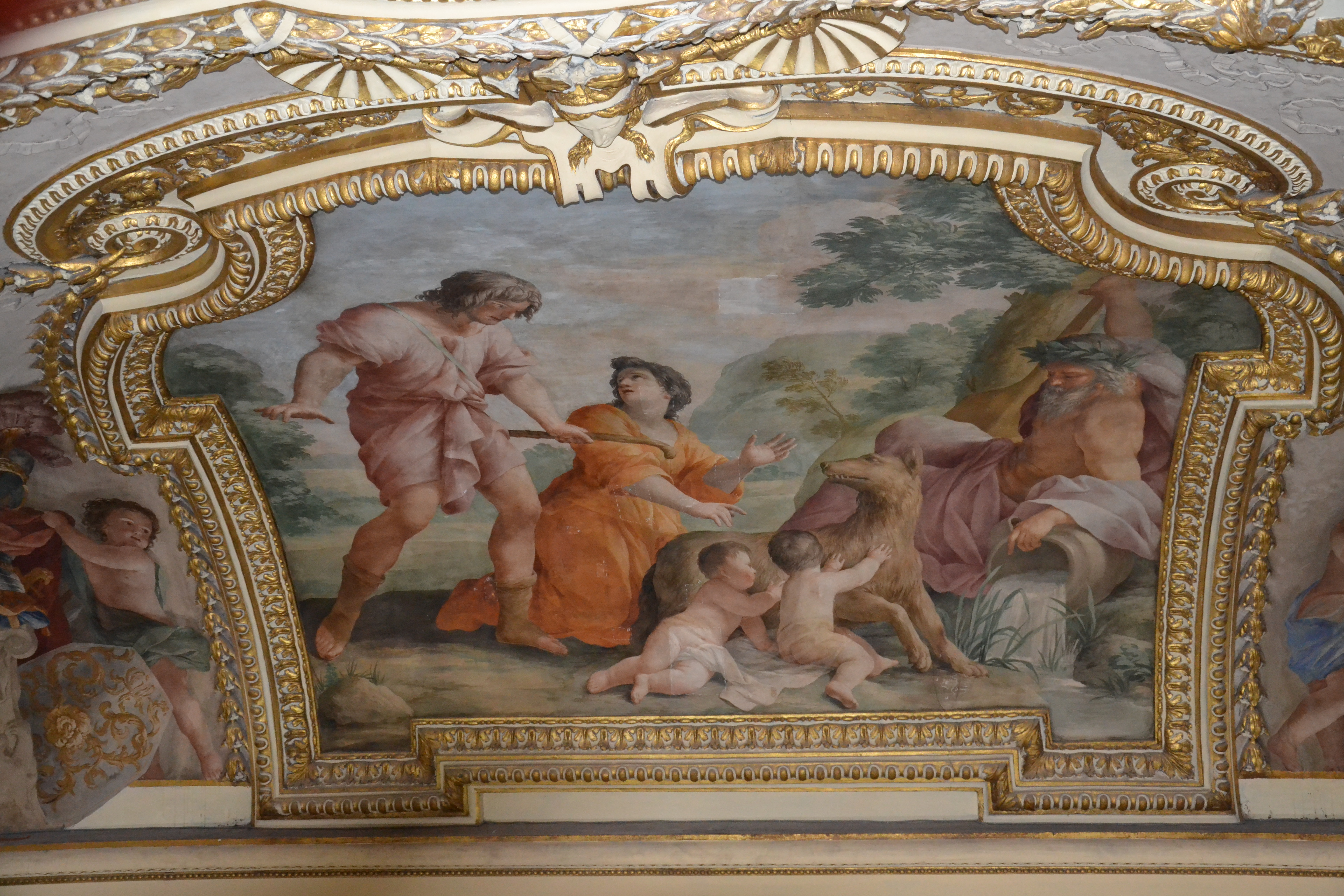
Romulus et Rémus, peint par Romanelli au plafond de la galerie Mazarine (1645-1647).

La galerie Mazarine et la galerie Mansart figurent parmi les derniers témoins de la splendeur du palais Mazarin. Installé dans l'hôtel Tubeuf en 1643, le cardinal ministre fait édifier dès 1644 les deux galeries dans le prolongement nord de l'hôtel. La galerie basse, dite galerie Mansart, est ornée de stucs somptueux qui encadrent des compartiments destinés à être peints. Seules quelques peintures subsistent aujourd'hui, notamment le grand compartiment central représentant une architecture feinte en perspective, dû à Alessandro Salucci (en). Quatre médaillons présentant des scènes de batailles ou de triomphes antiques peints par Il Manciola subsistent également, ainsi qu'un décor dans une embrasure de fenêtre par Paolo Gismondi (en).
La galerie haute, dite galerie Mazarine, a elle conservé intégralement son plafond peint par Giovanni Francesco Romanelli. À l'origine percée de trois coupoles, le plafond de la galerie est modifié à la demande de Mazarin afin que Romanelli puisse concevoir un vaste cycle de fresques. Au centre, Jupiter foudroie les Géants, entouré de quatre grands compartiments représentant Apollon sur le Parnasse et l’histoire d’Hélène avec le Jugement de Pâris, l’Enlèvement d’Hélène et l’Incendie de Troie. Vingt-deux petites scènes complètent l’ensemble, accompagnées de figures au naturel et de faux stucs peints par Gismondi. Cette réalisation a traversé les siècles, échappant aux aléas de l'Histoire.
En effet l'aile des galeries entre dans l'héritage d'Hortense Mancini dont l'époux, Armand-Charles de la Porte de La Meilleraye, juge impudiques les peintures et statues antiques rassemblées par le cardinal, et en fait mutiler et repeindre un grand nombre en 1670. Le scandale est tel qu’il parvient aux oreilles du roi qui lui intime l’ordre de cesser le saccage. Les peintures de Romanelli semblent avoir hérité de cette période des voiles supplémentaires et des robes rallongées. Après la banqueroute de John Law, la galerie Mazarine intègre les espaces de la Bibliothèque royale. La galerie Mansart, bien qu'ayant perdu certaines de ses peintures, n'a pas trop souffert de l’installation de la Bourse sous ses voûtes. Malgré une restauration hasardeuse sous la conduite de Labrouste entre 1868 et 1871, qui nécessita une nouvelle restauration entre 1976 et 1978, les plafonds des galeries sont proches de leur état du XVIIe siècle.
Après la rénovation du site et une nouvelle restauration, la galerie Mazarine devient en septembre 2022 un des espaces majeurs du musée de la BnF.

#### Hôtel de Nevers

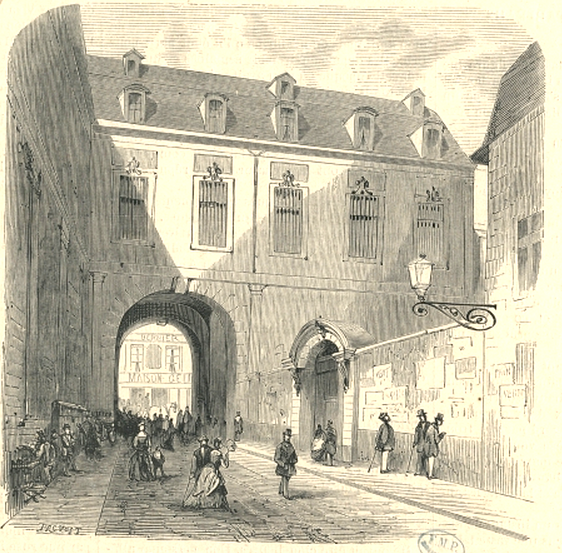
Gravure sur bois de lArcade Colbert, publiée dans L'Illustration, en 1868, avant la démolition de l'hôtel de Nevers.

Tout à sa passion bibliophile, Mazarin décide de donner à ses livres un espace digne d'eux. En 1646, il confie à Le Muet, assisté de l’architecte italien Maurizio Valperga, la construction de la grande aile de 144 m de long à l'ouest de la propriété, prévue pour accueillir les écuries au rez-de-chaussée et la bibliothèque du cardinal à l'étage. Achevée en 1648, elle est complétée d'une aile de traverse qui la relie aux galeries de Mansart et à l'hôtel Tubeuf. À la mort de Mazarin en 1661, l'aile revient à son neveu, Philippe Mancini, titré le duc de Nevers, qui laisse son nom à l'hôtel de Nevers. Le cardinal lègue néanmoins l'ensemble de sa bibliothèque au nouvel établissement qu'il a fondé par son testament, le Collège des Quatre-Nations. La construction est réalisée entre 1662 et 1688 sous la conduite de Louis Le Vau, et la bibliothèque ouvre à tous les gens de lettres deux fois par semaine à partir de 1691. Les livres et une partie du mobilier d'origine du palais Mazarin se trouvent encore aujourd’hui à la bibliothèque Mazarine.
Rapidement en butte à des soucis financiers, le duc de Nevers négocie en 1683 le percement de la rue de l'Arcade-Colbert, ce qui nécessita le raccourcissement des écuries et la création d'une arche pour que l'hôtel « enjambe » la rue. En 1698, la marquise de Lambert loua à vie la moitié nord-ouest de l'hôtel de Nevers où elle lança son célèbre salon littéraire et demeura jusqu'à sa mort en 1733. En 1707, Philippe-Jules François, fils et héritier du duc de Nevers, fait restaurer l'hôtel par Nicolas Dulin, puis le vend en 1714 à un certain Charles Châtelain, fournisseur aux armées, qui fait faillite en 1716. L'hôtel est rétrocédé au duc qui le vend alors à John Law en mai 1719, pour y installer la Banque royale.Le banquier écossais confie à Giovanni Antonio Pellegrini la réalisation des fresques du plafonds de la galerie située au-dessus de l'arcade. Après la banqueroute de Law, l'Abbé Bignon, reprenant le projet de l'abbé Louvois, obtient de Louis XV qu'il y installe la Bibliothèque royale. À la mort de la marquise de Lambert en 1733, la vaste galerie située au-dessus de l'arcade est aménagée par Jacques V Gabriel pour y abriter le Cabinet des médailles, appelé aussi « Salon Louis XV ».
Les bâtiments situés le long de la rue de Richelieu sont détruits entre 1868 et 1878 pour laisser place à la nouvelle aile construite par Labrouste. L'arcade Colbert et le bâtiment qu'elle porte disparaissent alors : seule demeure la partie située à l'angle de la rue Colbert et de la rue de Richelieu, côté nord, dénommée encore aujourd'hui hôtel de Nevers.

### XVIIIesiècle

#### Œuvre de Cotte

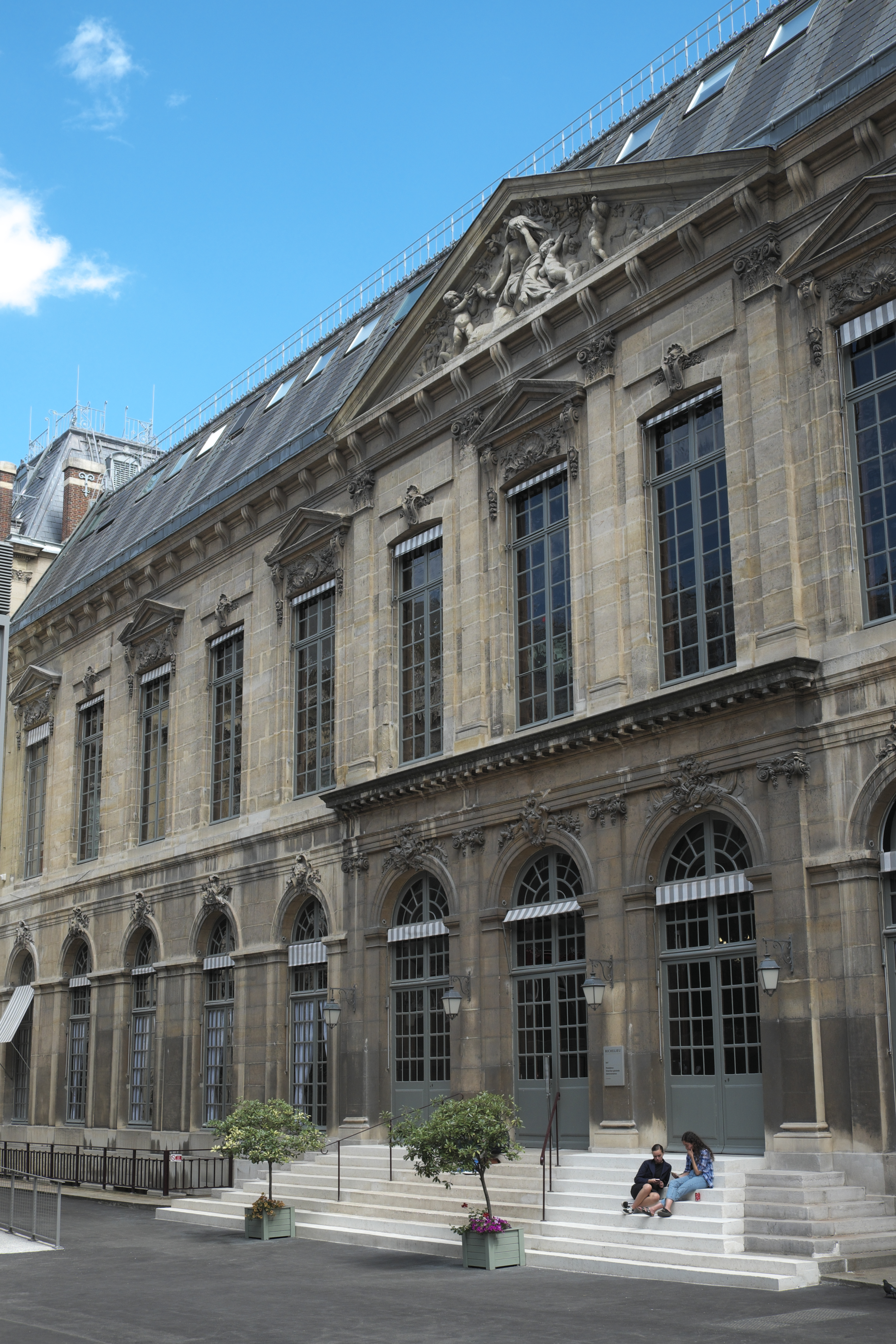
Vue de l'aile Robert de Cotte aujourd'hui. Le fronton, jadis orné des armes royales, a reçu une nouvelle sculpture à la fin du XIXe siècle, représentant la Science servie par des génies par Charles Degeorge.

Lorsque la Bibliothèque royale s'installe sur le site Richelieu dans les années 1720, Robert de Cotte est chargé des nouveaux aménagements, sous l'égide de l'abbé Bignon. Cependant l'architecte n'est pas à l'origine de l'aile qui porte son nom, à l'est de la cour d'honneur. Celle-ci a en effet été réalisée par Armand-Claude Mollet à la demande de John Law entre 1719 et 1720. Mais le décès de Mollet et la banqueroute de Law laisse l'aile inachevée, les pièces de l'étage n'étant même pas encore desservies par un escalier. Robert de Cotte reprend le bâtiment et transforme l'étage en une vaste galerie, aujourd'hui salle de lecture du département des Manuscrits. En 1731, il bâtit le salon des Globes derrière l'avant-corps de la nouvelle aile, destiné à recevoir les Globes de Coronelli : ces derniers ne quittent cependant Versailles qu'en 1779. Il réorganise et décloisonne également l'aile Richelieu, fractionnée en trois galeries, lesquelles sont décorées par Jules Degoullons et Mathieu Le Goupil. Certaines boiseries seront réintégrées par Pascal dans le décor de la salle de lecture des Manuscrits à la fin du XIXe siècle.

#### Apport de Jacques V. Gabriel
Longtemps ignoré au profit de Robert de Cotte et de son fils, l’œuvre de Jacques V. Gabriel à la Bibliothèque royale est pourtant primordiale. Nommé responsable des bâtiments de la bibliothèque, le nouvel architecte profite du décès de Madame de Lambert et de l'intégration de son hôtel au site en 1734. Il réaménage l'étage pour y accueillir le Cabinet des Médailles, qui reçoit des boiseries rehaussées de décors en stuc par Jacques Verberckt. Des décors peints représentant les muses sont commandés à Charles Natoire, François Boucher et Carle Van Loo. Une grande partie de ce décor a été conservé et replacé dans le nouveau salon Louis XV prévu par Jean-Louis Pascal dans l'aile Vivienne au début du XXe siècle.
Gabriel reprend également les plans de Robert de Cotte et réalise l'aile nord sur la rue Colbert en 1736, fermant ainsi la cour d'honneur. Le fronton est orné d'une Minerve, que Pascal fera copier et replacer par Charles Degeorge, lorsqu'il restaurera l'aile que Labrouste avait commencé à détruire à la fin du XIXe siècle. La Bibliothèque royale conserve cet état du milieu du XVIIIe siècle pendant plus d'un siècle, jusqu'aux grand travaux engagés par Labrouste à partir de 1854.

#### Rêve de Boullée

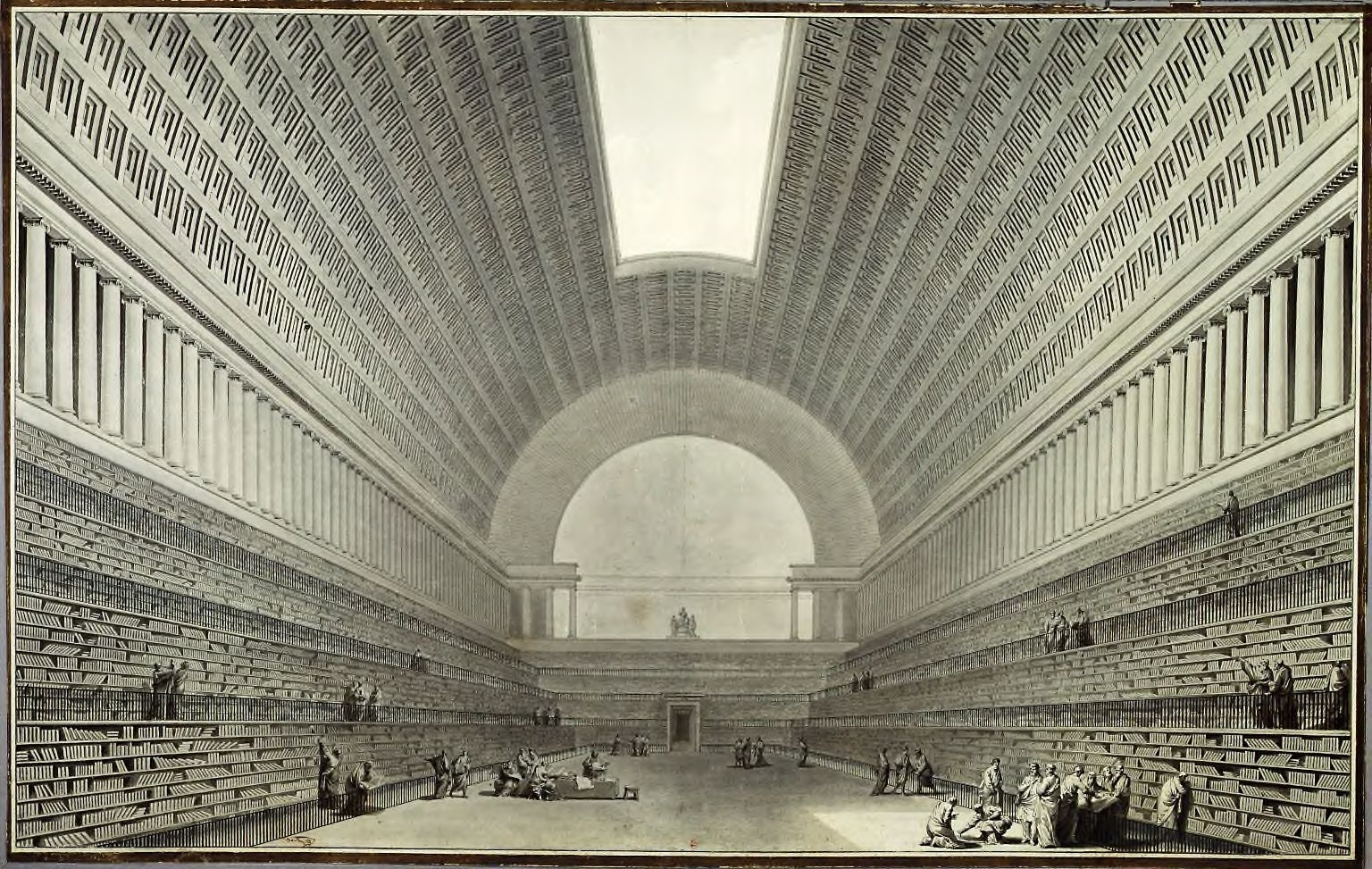
Vue intérieure de la nouvelle salle projetée pour l'agrandissement de la Bibliothèque du Roi, Étienne-Louis Boullée, 1785.

Dans le dernier quart du XVIIIe siècle, le nombre croissant de documents entrant à la Bibliothèque royale conduit d'ores et déjà les architectes à s'interroger sur une possible extension des bâtiments. L'idée de déménagement est aussi évoquée, notamment par Soufflot, qui songe un temps au Louvre. Mais l'un des projets inaboutis les plus creusés est celui d'Étienne-Louis Boullée, qui cherche une solution à la fois satisfaisante en termes d'espace, mais aussi en termes de coût. Anticipant sur l’œuvre de Labrouste, qu'il a probablement inspiré, Étienne-Louis Boullée imagine utiliser l'espace de la cour d'honneur pour en faire une salle de lecture. La cour aurait été couverte d'une vaste voûte à caissons de bois suspendue sur une charpente, tandis qu'une large ouverture toute en longueur dans le centre du toit aurait assuré un éclairage zénithal. L'entrée aurait été déplacée côté rue Colbert, cette dernière ayant été transformée en place. Tout autour de la salle, quatre étages de rayonnages en gradins aurait achevé de lui conférer des allures d'amphithéâtre, assumant pleinement les inspirations antiques de l'architecte.
Faute de moyen, et à l'aube de la Révolution, le projet d'Étienne-Louis Boullée reste un rêve architectural, mais dont les principes se retrouvent dans la salle de lecture conçue par Labrouste.On y retrouve la lumière zénithale, les livres qui remplissent le pourtour des lieux, et la majesté proche du temple conférée à cet espace public de la bibliothèque.

### XIXesiècle

#### De Bélanger à Visconti
Passée la tourmente révolutionnaire, la question d'un nouvel aménagement ou d'un déménagement de la Bibliothèque nationale (ou impériale, ou royale, selon les périodes) ne cesse de se poser. L'incroyable accroissement des collections dû aux confiscations révolutionnaires des biens du clergé et de certains aristocrates, ainsi que les spoliations napoléoniennes, rend le sujet d'autant plus pressant. Mais pendant un demi-siècle aucun des architectes successifs - François-Joseph Bélanger, Jean-Arnaud Raymond, François-Jacques Delannoy et Louis Visconti - ne parvient à lancer de grands travaux, la question d'un hypothétique déménagement n'étant pas tranchée. Même un projet de création d'une citerne dans la cour d'honneur pour prévenir les risques d'incendie par Bélanger ne voit pas le jour.
Avec le départ de la Bourse et du Trésor, le site est désormais intégralement dévolu à la bibliothèque. Visconti propose un projet de reconstruction complète du quadrilatère en 1851, qui émeut profondément l'opinion publique. Son caractère patrimonial et son aménagement déjà en grande partie dévolu à l'usage de bibliothèque, finissent par trancher en faveur d'une rénovation et d'une reprise du site. Le seul aménagement conséquent de Visconti est la galerie qu'il fait construire le long du jardin Vivienne, côté rue, en lieu et place de l'ancien péristyle de la Bourse, que Labrouste fera détruire.

#### Henri Labrouste, architecte de la Bibliothèque impériale

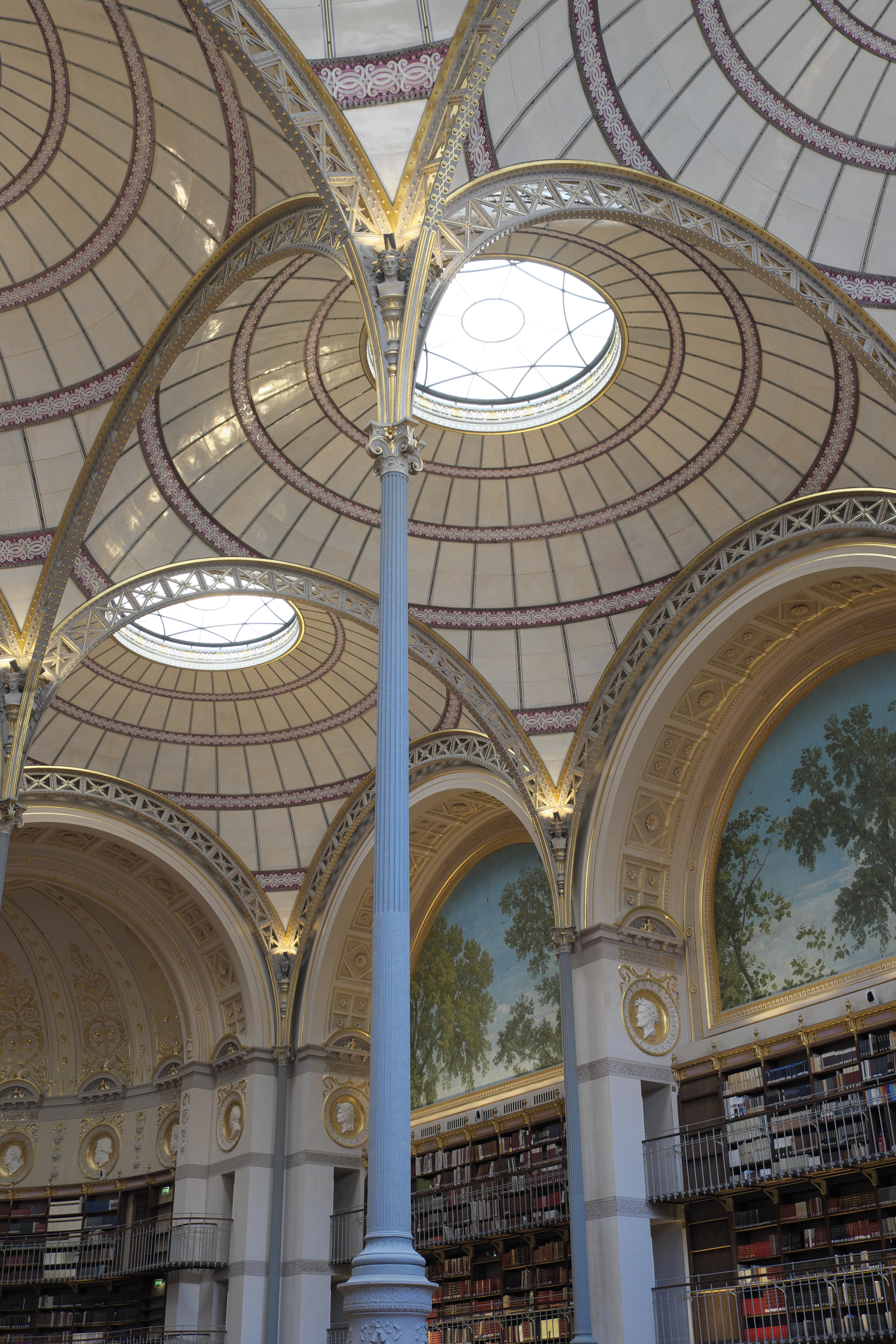
La salle Labrouste, ses coupoles, ses médaillons figurant les hommes de lettres et des arts, et les arbres d'Alexandre Desgoffe.

En 1854, Henri Labrouste devient l'architecte de la bibliothèque. Dans un premier temps il rénove l'hôtel Tubeuf, entre 1857 et 1860, avant de proposer diverses versions de son projet, dont le définitif est validé en 1859. Les grand travaux commencent par la démolition des petits hôtels de Le Muet attenant à l'hôtel Tubeuf, qui laissent place à l'aile des Petits-Champs et à sa rotonde emblématique, aujourd'hui occupées par la bibliothèque de l’École nationale des chartes. En 1867, on aménage la salle principale de la rotonde à l'étage, afin d'y installer le modèle en plâtre de la statue de Voltaire par Houdon, dont le socle de bois devait recevoir le cœur de Voltaire, déposé en 1864 à la Bibliothèque impériale sur ordre de Napoléon III. Les écrits du philosophe furent disposés tout autour, ainsi que des documents se rapportant à lui, notamment médailles et portraits, et le plafond fut peint par Pierre-Victor Galland.
En 1861 débutent les travaux de construction de la salle de travail sur la partie sud de la cour d'honneur, appelée aujourd'hui salle Labrouste, qui n'est inaugurée qu'en 1868. Labrouste s'inspire des coupoles byzantines pour réaliser le plafond, conférant à la salle des allures assumées de sanctuaire. L'architecte exploite les possibilités du métal, un matériau déjà utilisé avec brio à Sainte-Geneviève, et utilise le verre pour les coupoles afin d'inonder l'espace de lumière. Labrouste fait également le choix de décors de faïence, plus coûteux mais plus durables que le plâtre, et ayant l'avantage de refléter la clarté. En 1864 il confie les peintures des grandes arcatures à Alexandre Desgoffe, élève d'Ingres et grand paysagiste, et la sculpture des deux cariatides à Jean-Joseph Perraud. Les médaillons des grands personnages des lettres et des arts sont réalisés entre 1865 et 1866 par divers artistes, dont Eugène André Oudiné, Hyacinthe Phileas Sobre, Louis Charles Janson, Hubert Lavigne et Théodore Charles Gruyère.
En 1862 commencent les travaux du magasin central destiné aux Imprimés, à l'endroit où s'élevait l'aile de la traverse qui reliait l'aile de Nevers à la galerie Mazarine. Labrouste réalise ici un bâtiment extrêmement fonctionnel : sur 4 niveaux, le magasin est éclairé par une verrière zénithale. Sa structure est tout en métal, seuls les rayonnages sont de bois, et l'architecte imagine même un système de communication des ouvrages via un réseau de chemin de fer souterrain.
Labrouste n'omet pas de poursuivre la restauration des espaces les plus prestigieux, notamment la galerie Mazarine en 1868, mais il n'attache pas un grand intérêt à préserver les bâtiments du XVIIIe siècle. L'hôtel de Nevers est ainsi presque intégralement détruit pour laisser place à la nouvelle aile Richelieu en 1869, seule demeurant l'extrémité nord désormais complètement séparée du site par la rue Colbert. L'escalier de Law est détruit dès 1860 et en partie racheté par Richard Wallace, tandis que des boiseries conçues par Robert de Cotte sont acquises parmi les matériaux de rebut par des particuliers, comme James de Rothschild. Le Comité des travaux historiques suivit de près le chantier, s'assurant notamment que les décors du Cabinet des Médailles soient déposés en attendant une nouvelle affectation dans les nouveaux bâtiments.
Dans le contexte d'effondrement du Second Empire et vivement critiqué sur ce volet patrimonial, Labrouste ne peut achever la destruction de l'aile de Jacques V Gabriel qu'il avait entreprise. Cette dernière sera finalement restaurée par son successeur, Jean-Louis Pascal.

#### Jean-Louis Pascal, successeur de Labrouste

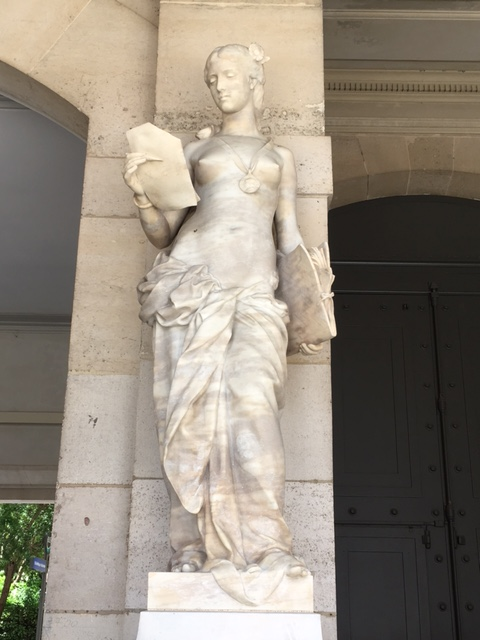
Jean-Baptiste Hugues, La Gravure, 1891, Paris, Bibliothèque nationale de France.

À la mort de Labrouste en 1875, Jean-Louis Pascal lui succède. Bien que s'inspirant des projets de son prédécesseur, il respecte beaucoup l'historicité des lieux et essaye de concilier modernisme et témoins du passé. Il reconstruit à partir de 1878 la façade nord de la cour d'honneur de Jacques V Gabriel, puis restaure la façade est de Robert de Cotte. De 1878 à 1886 il rénove et modernise l'aile de Cotte : il réalise notamment la salle de lecture des Manuscrits, d'inspiration XVIIIe siècle, où il insère d'anciennes boiseries Louis XV provenant de l'ancien hôtel de Nevers. Sous le nouveau porche d'entrée du 58 rue de Richelieu, il fait placer quatre statues représentant l'Imprimerie par Labatut, la Gravure par Hugues, la Calligraphie par Coutan et la Numismatique par Becquet. Pascal se distingue par sa démarche muséographique : il souhaite mettre en valeur les œuvres de la bibliothèque. Il conçoit un projet de couverture de la cour d'honneur, rappelant le projet d'Étienne-Louis Boullée, mais pour en faire une vaste halle d'exposition et non une salle de lecture, avec un toit de verre et de métal. Ce projet faisant quelque peu polémique, il est abandonné. Jean-Louis Pascal pourra cependant faire œuvre de muséographe dans le nouveau bâtiment en construction sur la rue Vivienne.  

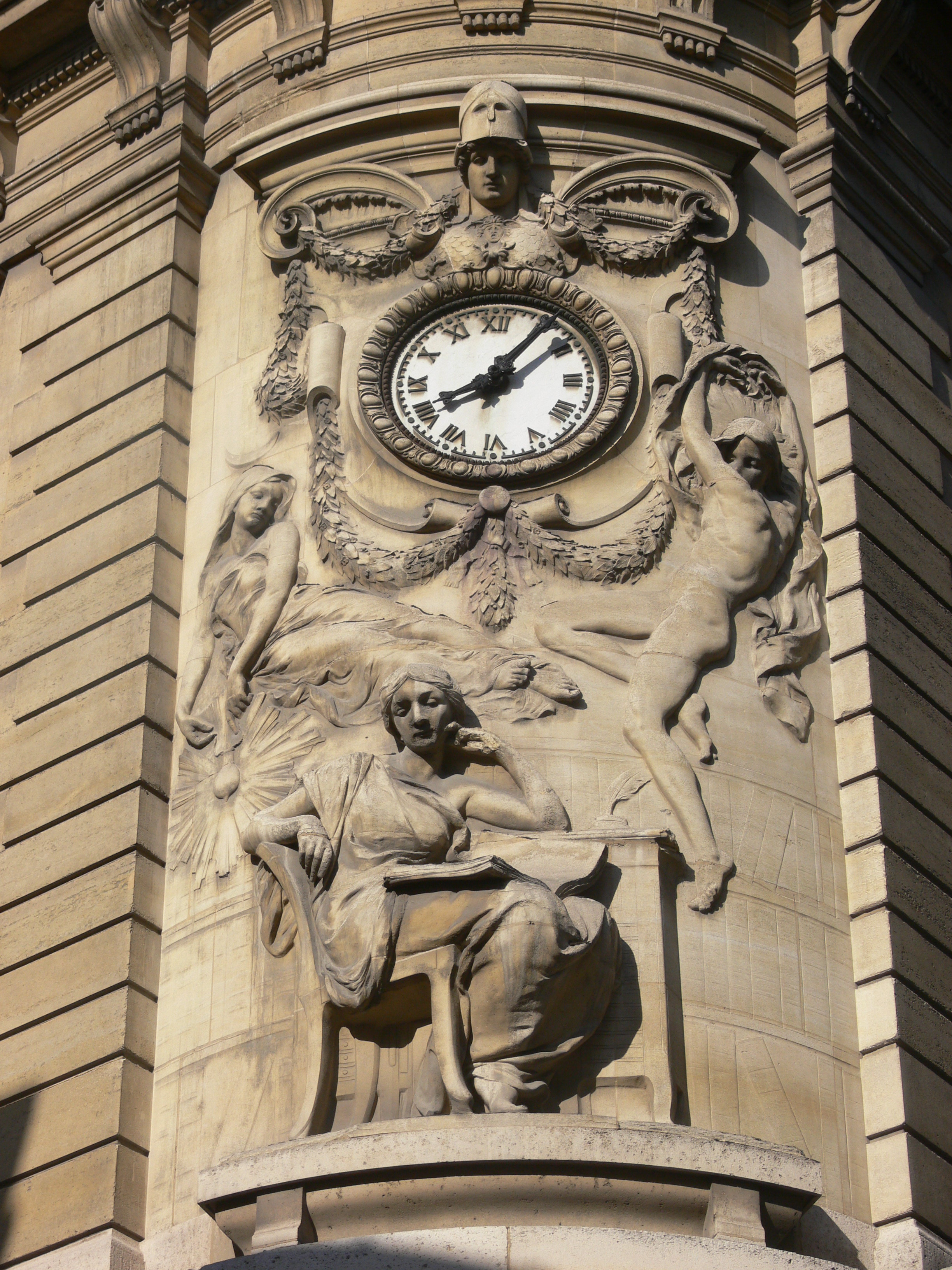
L'Étude à sa table de travail entre la veille et le sommeil, Louis Ernest Barrias, 1903.

En effet, Pascal est l'architecte qui achève de donner au site Richelieu sa forme de quadrilatère, en complétant l'angle nord-est de l’ilot, auparavant occupé par des maisons particulières. Il est le concepteur de la salle Ovale, pensée pour être la grande salle de lecture publique de la Bibliothèque nationale, et des corps de bâtiments qui l’entourent, destinés notamment au Cabinet des Médailles. Les travaux de l'aile donnant sur la rue Colbert débutent en 1898 et ceux côté rue Vivienne ont lieu entre 1902 et 1906. Cherchant la cohérence avec les collections présentées par le Cabinet des Médailles, Pascal s'inspire de l'Antiquité : il aménage un second arc triomphal à la romaine en haut de l'escalier d'honneur qu'il a entièrement refait et une salle dotée de colonnes dans la nouvelle aile sur jardin. Il fait décorer la salle suivante, dite du Grand Camée, par des motifs de médailles aux angles du plafond, et surtout il conçoit une salle aux bonnes dimensions dans l'aile Vivienne pour recevoir les décors du salon Louis XV provenant de l'ancien hôtel de Nevers. Côté extérieur, il fait orner la façade sur jardin de médailles représentant François Ier, Henri IV, Richelieu, Louis XV et Napoléon Ier, ces profils représentant des moments symboliques dans l'histoire de la bibliothèque. La façade côté rue Vivienne est ornée de personnalités symbolisant l'art des grandes période : Denys de Syracuse pour l'art grec, Galba pour l'art romain, Lionel d'Este pour la Renaissance, Louis XIV pour le classicisme français, et une figure de la République française pour le XIXe siècle. Seuls deux décors échappent à ce rappel des collections sur les façades : la porte de Bronze, ornée d'un coq sur le heurtoir, prévue originellement pour accéder à la salle Ovale depuis la rue Vivienne ; et le haut-relief entourant l'horloge placée à l'angle des rues Vivienne et Colbert en 1903. Cette sculpture de Louis-Ernest Barrias représente l'Étude à sa table de travail entre la veille et le sommeil. Elle est encadrée au-dessous par un coq gaulois, et au niveau de la toiture d'une chouette d'Athéna.
La salle Ovale demeure la réalisation la plus emblématique de Jean-Louis Pascal à la Bibliothèque nationale. Bien qu'elle soit achevée par son successeur Recoura, la conception architecturale lui revient. Il s'agit de la deuxième grande salle de la bibliothèque, faisant écho à la salle Labrouste. Ses dimensions sont conséquentes : 43 mètres de long sur 32 mètres de large, avec 18 mètres de hauteur sous plafond. Elle se présente sous la forme d'une ellipse ceinte de rayonnages en libre accès au niveau du sol et de trois niveaux de coursives étagée sur toute sa hauteur. Cet amphithéâtre de livres a une capacité de 268 places assises. L'immense verrière zénithale est complétée par seize oculi qui reposent sur seize doubles-colonnes de fonte cannelées, accolées aux murs, conférant une impression de vide au centre de la salle qui accentue sa majesté. Au-dessus des oculi figurent les noms de villes jugées célèbres pour l'histoire des civilisations et des bibliothèques : Paris, Byzance, Washington, Florence, Athènes, Ninive, Berlin, Alexandrie, Londres, Babylone, Vienne, Thèbes, Rome, Carthage, Pékin, Jérusalem. Quelques feuilles d'acanthe dorées en mosaïques complètent ce décor relativement sobre. Le chantier de la salle Ovale commence en 1897, mais il n'est achevé qu'en 1932 par le successeur de Pascal et l'inauguration n'a lieu qu'en 1936.

### XXesiècle

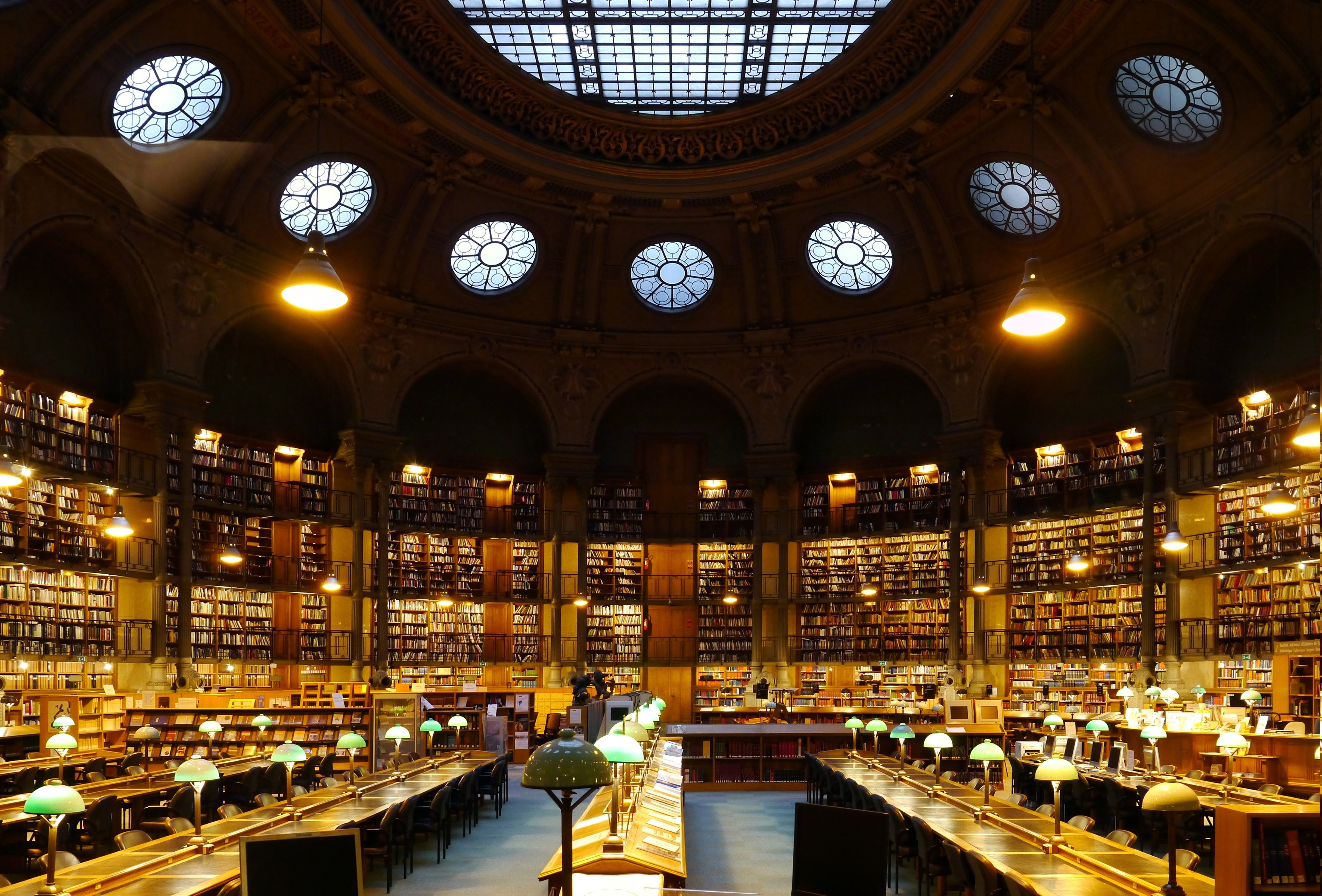
La salle Ovale au début du XXIe siècle, avant les travaux de rénovation du site Richelieu.

#### Alfred Recoura
Adjoint de Jean-Louis Pascal, Alfred Recoura lui succède en 1912. Pendant vingt ans, il met toute son énergie pour achever les travaux initiés par son prédécesseur, notamment le chantier de la salle Ovale. Si le gros du bâti du quart nord-est de la bibliothèque est achevé au départ de Pascal, l'aménagement intérieur est loin d'être fini. Recoura termine notamment le grand escalier commencé par Labrouste. Il achève également les ailes sur jardin et sur la rue Vivienne, avec leurs décors et leur ameublement. Son action la plus significative est d'avoir modernisé le fonctionnement technique de l'établissement. À la suite de Pascal, qui a fait installer un atelier de photographie dès 1880 au-dessus des bâtiments Tubeuf, une usine de chauffage est installée sous le jardin Vivienne pour alimenter les salles via des calorifères. Un réseau électrique se développe pour l'éclairage entre 1924 et 1930. Le téléphone n'est cependant installé qu'en 1932 par le successeur de Recoura.
Dans le projet d'achèvement de la salle Ovale, Recoura doit faire face aux évolutions de la programmation à la cible. Prévue lors de sa conception pour être une salle de lecture grand public, la salle Ovale est finalement dévolue aux Périodiques. Recoura doit ménager une nouvelle entrée, côté jardin, donnant sur l'escalier d'honneur. La porte de Bronze ne sera pas utilisée. L'architecte conçoit également l'aménagement définitif de l'espace interne et son « mobilier Recoura ».
Lorsque le Cabinet des Médailles s'installe dans ses nouveaux locaux en 1917, les départements de collections sont répartis comme il le resteront tout au long du XXe siècle. Le quadrilatère est complètement achevé.

#### Michel Roux-Spitz
Si l'intervention de Michel Roux-Spitz est peu visible depuis l'extérieur des bâtiments, on lui doit néanmoins la modernisation des espaces internes. À la demande de Julien Cain, qui fait le constat alarmant de la saturation du site, Roux-Spitz est chargé de trouver de la place, mais dans l'enceinte du quadrilatère. Il utilise des « matériaux nets et polis : glace, acier, lino, pierre dures » afin de rationaliser les bâtiments, rénover l'ancien et créer des installations nouvelles. L'une des prouesses de ce chantier d'envergure, est qu'il s'est fait sans l'interruption du service public. Les bâtiments anciens sont consolidés un à un par du béton, invisible derrière les façades, et les éléments de bois, inflammables, sont supprimées. 

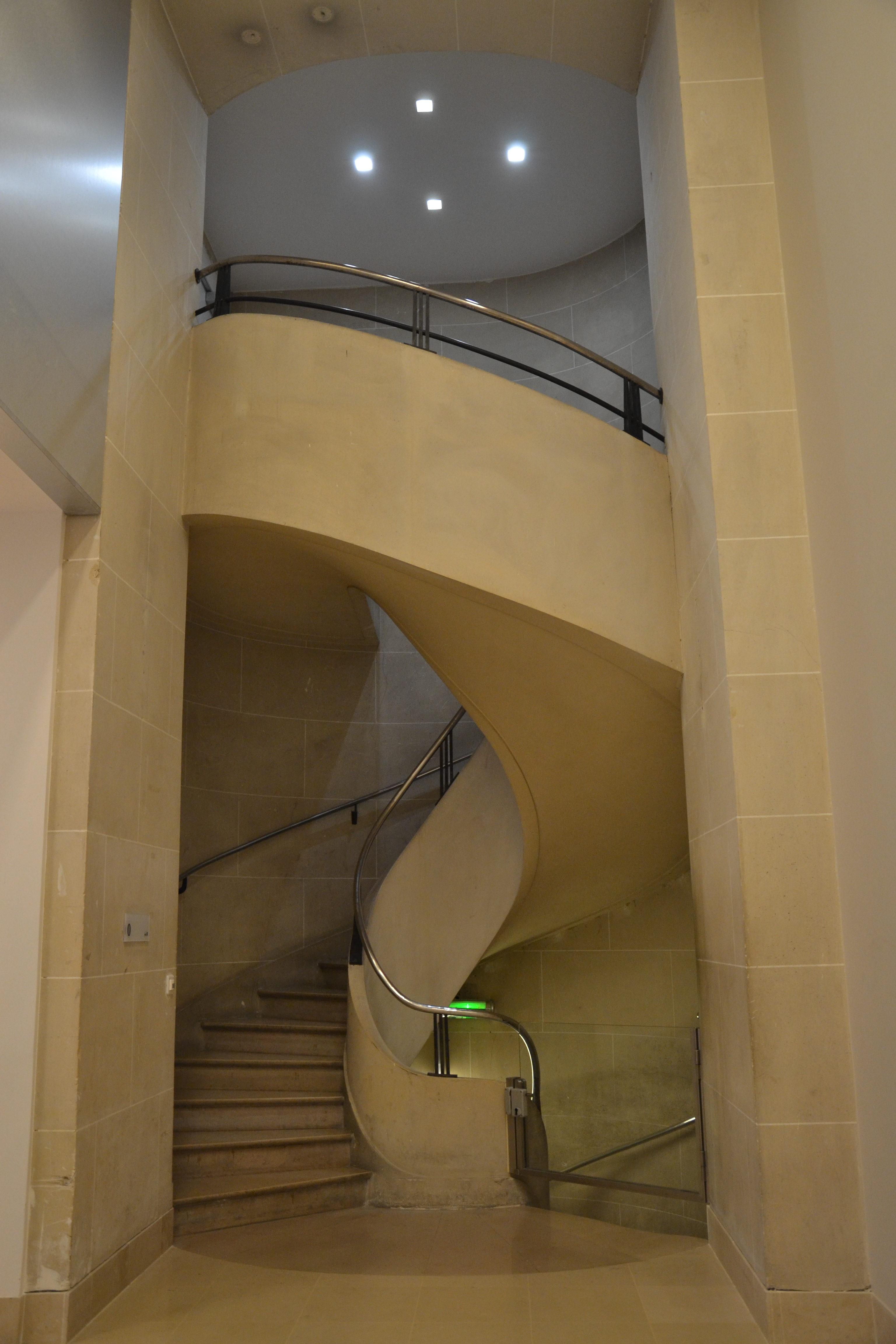
Départ de l'escalier des lavabos dans le vestibule Labrouste, réalisé par Michel Roux-Spitz au milieu du XXe siècle.

Roux-Spitz trouve de la place où il peut : il aménage le sous-sol de la cour d'honneur pour agrandir l'espace dévolu aux imprimés. Il ajoute également des niveaux au magasin central, à la fois en élévation, mais aussi en sous-sol. À cet endroit le bâtiment compte désormais onze niveaux, dont deux en sous-sol, créés en 1935. Du côté de l'hôtel Tubeuf, il réaménage totalement les espaces intérieurs. Les travaux commencent en 1938, mais du fait de l'éclatement de la Seconde Guerre mondiale, l'hôtel reste quelque temps comme une « coquille vide ». Il faut attendre 1946 pour inaugurer les nouveaux locaux du département des Estampes, et 1954 pour le département des Cartes et Plan.
Invisible pour les passants, l'intervention de Michel Roux-Spitz est conséquente à l'intérieur des murs de la bibliothèque : escaliers, magasins, salle des Cartes et Plans, salle de lecture des Estampes, salle de la réserve des Estampes, ou encore magasin central, son œuvre est bien présente. Il porte un soin tout particulier aux salles de lectures, faisant une place aux décors de bois dans la réserve des Estampes et dans la salle des Cartes et Plans, afin de ne pas jurer avec l'historicité des lieux. Il dote ces espaces d'un mobilier simple, mais fonctionnel et élégant. Sa réalisation la plus emblématique demeure la salle de lecture du département des Estampes, avec sa large verrière et ses murs de marbres clairs.

#### Vers un nouveau site
Deux architectes succèdent à Michel Roux-Spitz comme responsable de la Bibliothèque nationale : André Chatelin en 1955, puis Serge Macel en 1981. Malgré les immenses travaux menés par les architectes successifs depuis le milieu du XIXe siècle, le site est constamment à saturation. De même le nombre d'agents a cru, mais le manque de bureau pour les loger tous est criant. Les plus grandes interventions sur le site de Chatelin et Macel sont l'installation d'une mezzanine dans la salle des colonnes, pour procurer plus d'espace au Musée des Monnaies, Médailles et Antiques dans les années 1970, la création de nouveaux ascenseurs, et l'inversion du sens de la volée de l'escalier d'honneur dans les années 1980.
La recherche de l'espace se fait hors les murs, avec la création de l'annexe de la rue de Louvois en 1964 pour le département de la Musique. Cinq autres immeubles situés autour de l'ilot Richelieu, acquis à la fin des années 1940, reçoivent des services de l'institution. En 1968, un grand bâtiment de stockage à dix étages est construit à Versailles, à côtés des deux annexes déjà réalisées par Roux-Spitz. Mais dans les années 1980, Emmanuel Le Roy Ladurie, alors administrateur général de la Bibliothèque nationale, doit plaider pour la création d'une Bibliothèque « bis ». Le président de la république François Mitterrand répond à cette demande en 1988, en lançant le projet de la « Très Grande Bibliothèque ». En 1996, le site Tolbiac ouvre ses portes au public dans le 13e arrondissement de Paris. Les collections d'imprimés, de périodiques, et la Réserve des Livres rares, rejoignent le site. Richelieu conserve les départements spécialisés et se prépare alors à un vaste chantier de rénovation, qui commence en 2007.

### XXIesiècle

Plan du site Richelieu-Louvois.

#### Rénovation de Bruno Gaudin et Jean-François Lagneau
Depuis le déménagement des Imprimés vers Tolbiac en 1998 et surtout à partir de 2007, la BnF est engagée dans un grand projet de modernisation du site Richelieu. C'est en effet en 2007 que la maîtrise d’œuvre du projet est confiée à l'architecte Bruno Gaudin, tandis que la maîtrise d'ouvrage revient à l'OPPIC, (anciennement EMOC) sous la direction de François Autier (2009-2015) puis d'Alexandre Pernin (2015-), chef de projet. Chantier majeur du ministère de la Culture et de la Communication, cette vaste opération immobilière de réhabilitation et de réaménagement des différents espaces est l'occasion d'une transformation globale et d'une modernisation complète du site, afin de l'ouvrir plus largement aux public.
En termes d'architecture, les interventions principales sont :
- la restauration des espaces patrimoniaux (galeries, salles de lectures, magasins, façades) ;
- la mise aux normes de toutes les infrastructures ;
- l'implantation de la salle de lecture et des collections de la bibliothèque de l'INHA dans la salle Labrouste et le magasin central (2010-2016) ;
- l'implantation de la bibliothèque de l’École nationale des chartes dans l'aile Petits-Champs (2015-2017) ;
- la création du musée de la BnF présentant les trésors des divers départements de la bibliothèque (2020-2022) ;
- la réorganisation du hall et la création d'un nouvel escalier ;
- le réaménagement de la salle Ovale.

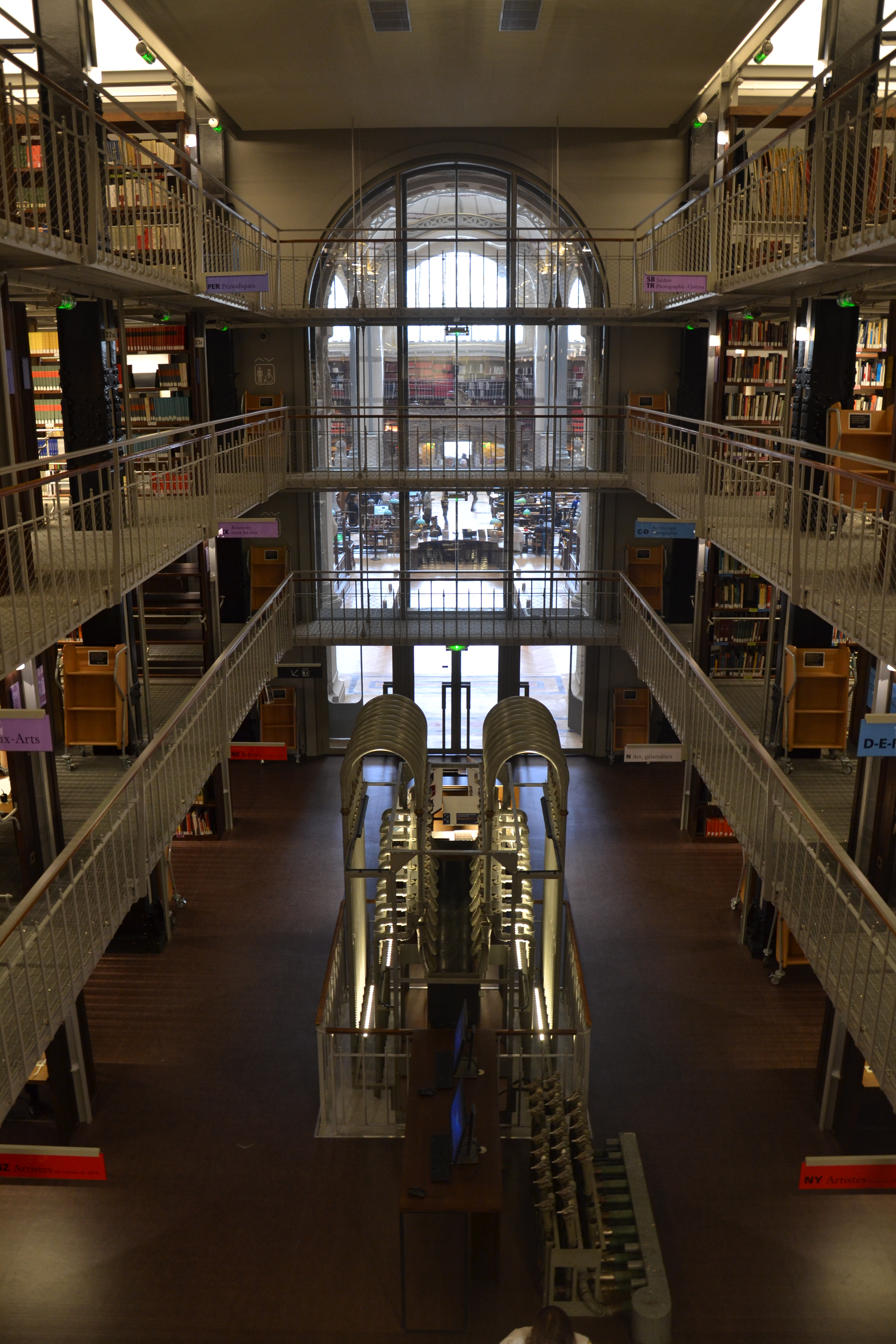
Magasin central conçu par Labrouste et restauré par Bruno Gaudin.

L'agence Bruno Gaudin est chargée de l'ensemble des rénovations, y compris le magasin central conçu par Labrouste, ainsi que le magasin de la galerie Viennot. L'agence fait également œuvre de conception en réalisant la salle de lecture des Arts du Spectacle, ainsi qu'en proposant dans le hall la suppression de l'escalier d'honneur construit par Jean-Louis Pascal (architecte de la salle Ovale), et son remplacement par un escalier contemporain devant permettre une circulation plus fluide entre les différentes composantes du site. 
La destruction de l'escalier d'honneur, pourtant protégé par son inscription à l'inventaire supplémentaire des monuments historiques en 1983, et en parfait état de conservation, fait pendant plusieurs années l'objet d'une polémique,. Tandis que de nombreux défenseurs du patrimoine et des historiens de l'art s'opposent à sa suppression, celle-ci est défendue par Bruno Gaudin et la direction de la BnF. Les ministres de la culture successifs Frédéric Mitterrand puis Aurélie Filippetti s'opposent tous deux à la destruction, puis finalement l'autorisent.
Parallèlement, l'OPPIC charge Jean-François Lagneau, architecte en chef des monuments historiques, de la restauration de la salle Labrouste et de la salle de lecture des Manuscrits.
Les travaux ont été organisés en deux phases successives :
- La première phase (2010-2016) a concerné la partie ouest du quadrilatère, le long de la rue de Richelieu. Malgré le début des travaux de la zone 1 commencés en avril 2010 et la fermeture de l'entrée rue de Richelieu, la bibliothèque est restée ouverte au public, côté rue Vivienne. Au terme de cette première tranche de travaux, les bibliothèques de l'INHA et de l'ENC ont intégré leurs locaux définitifs au sein du quadrilatère : la première en prenant place dans la salle Labrouste et le magasin central attenant, la seconde dans l'aile donnant sur la rue des Petits-Champs. Les départements des Arts du spectacle et des Manuscrits ont retrouvé quant à eux leur salle de lecture respective. L'opération immobilière s'est achevée au printemps 2016 avec la remise des clés de l'Opérateur du patrimoine et des projets immobiliers de la culture à la BnF[38]. 2016 est l'année de la bascule entre les deux zones : la zone Richelieu a ainsi été rouverte au public le 15 décembre 2016 et la zone Vivienne fermée pour travaux jusqu'en 2020.Ancien escalier d'honneur construit par Jean-Louis Pascal, démoli lors de la rénovation

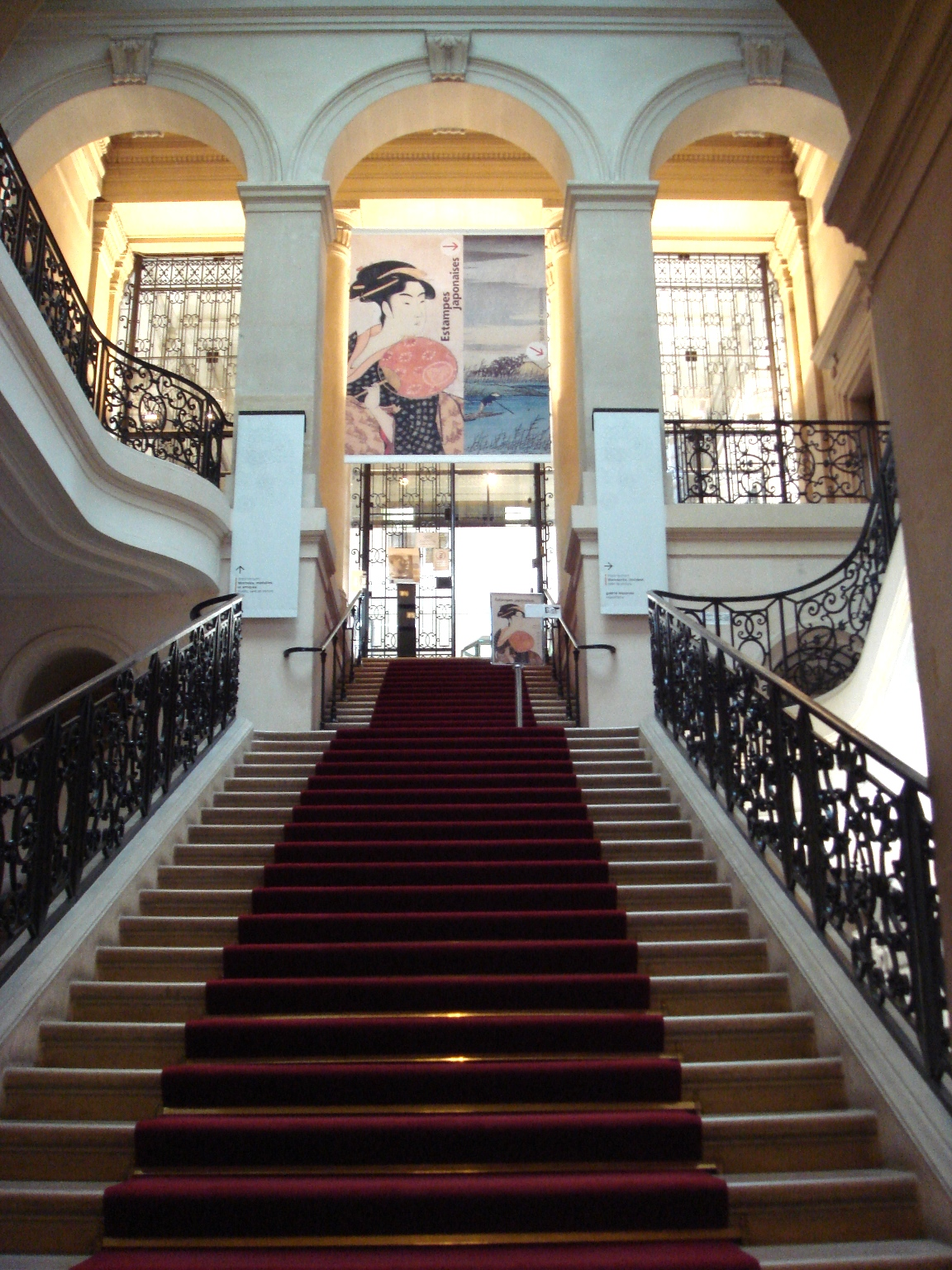
Ancien escalier d'honneur construit par Jean-Louis Pascal, démoli lors de la rénovation

- Au terme de la seconde phase de travaux (2016-2022), le nouveau musée de la Bibliothèque nationale de France ouvre ses portes et intègre les collections de l'ancien musée du cabinet des Monnaies, médailles et antiques. Le nouveau musée occupe notamment les espaces de la galerie Mazarine, la salle des Colonnes, le cabinet d'angle et la salle de Luynes[5]. Depuis 2016, les visiteurs peuvent d'ores et déjà découvrir des espaces jusque-là fermés au public, comme la rotonde des Arts du spectacle, où sont présentées quelques pièces exceptionnelles conservées par l'institution et qui fera partie intégrante du musée. Les espaces traditionnels des départements des Estampes, des Cartes et Plans et des Monnaies, médailles et antiques sont intégralement rénovés et se voient adjoindre le département de la Musique, qui réintègre le quadrilatère en 2020[59].

Enfin, après avoir été dévolue aux journaux et aux périodiques, puis affectée à partir de 1998 à la recherche bibliographique, aux ouvrages de références et, provisoirement, à la bibliothèque de l'INHA, la salle Ovale accueille le grand public à sa réouverture. Elle devient un espace de consultation servant d'introduction aux différents départements spécialisés, largement accessible, comme le Haut-de-jardin. Le site, dorénavant appelé Richelieu - bibliothèques, musée, galeries, prend une nouvelle dimension davantage accessible aux publics non spécialistes et intéressés par les œuvres de l'esprit et les styles architecturaux allant du XVIIe au XXIe siècle.

## Institutions
- Bibliothèque nationale de France
  - département des Manuscrits

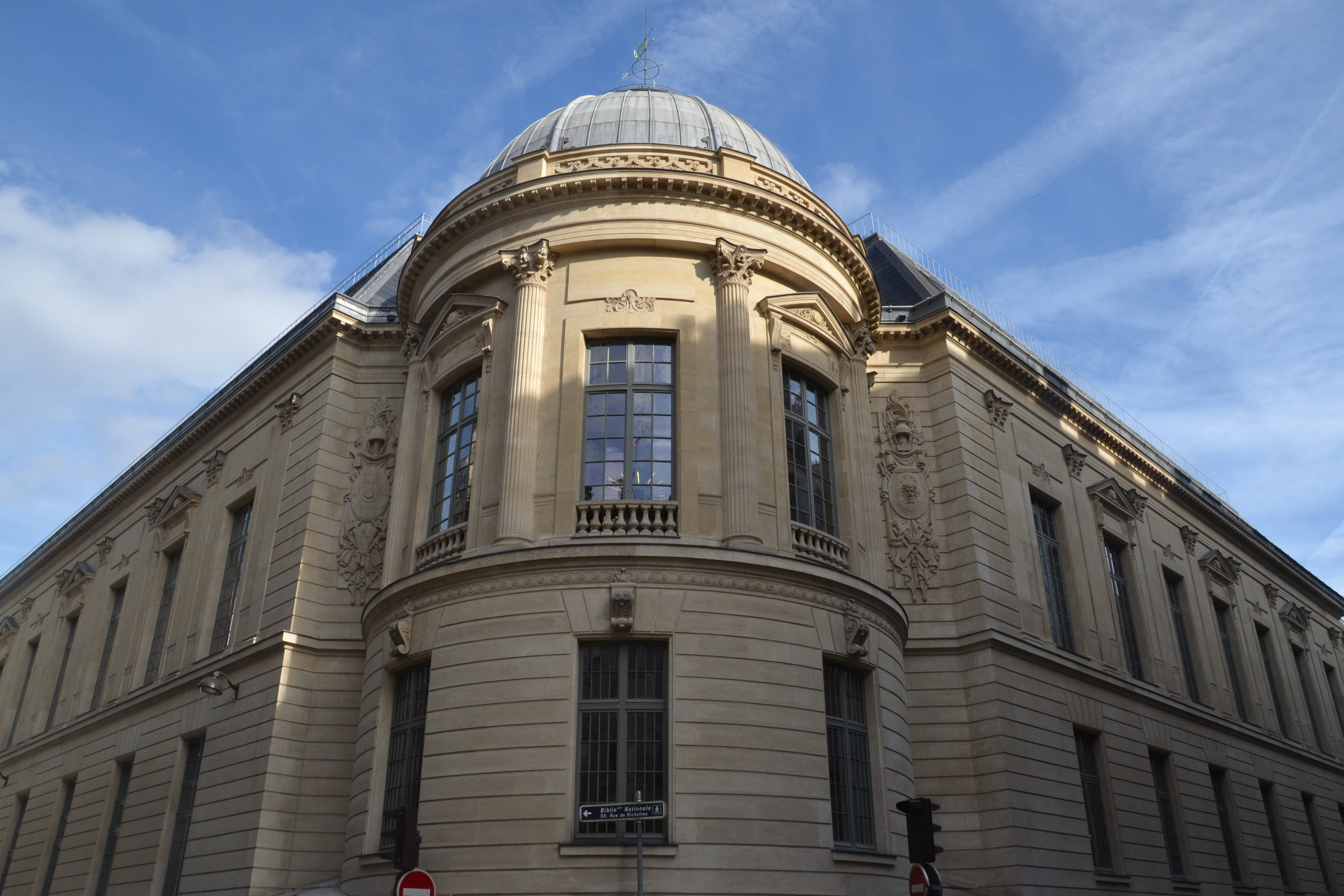
Aile du quadrilatère Richelieu côté rue des Petits-Champs, abritant la bibliothèque de l’École nationale des chartes.

  - département des Estampes et de la Photographie
  - département des Monnaies, Médailles et Antiques
  - département des Arts du spectacle
  - département des Cartes et Plans - sur le site de Tolbiac pendant la seconde phase des travaux
  - département de la Musique - après son déménagement du site actuel du square Louvois
- Institut national d'histoire de l'art
  - Bibliothèque
- École nationale des chartes
  - Bibliothèque

## Liste des architectes du site Richelieu
Les dates indiquées sont celles des interventions menées par les architectes, ou leur temps comme responsable officiel du site.
- 1635-1637 : Jean Thiriot
- 1642-1648 : Pierre Le Muet
- 1644-1645 : François Mansart
- 1646-1648 : Maurizio Valperga
- 1708-1714 : Nicolas Dulin
- 1720-1721 : Armand-Claude Mollet
- 1725-1734 : Robert de Cotte
- 1734-1742 : Jacques V Gabriel
- 1755-1776 : Jacques-Germain Soufflot
- 1776-1784 : Maximilien Brébion
- 1784-1796 : Étienne-Louis Boullée
- 1796-1800 : François-Joseph Bélanger
- 1800-1811 : Jean-Arnaud Raymond
- 1811-1828 : François-Jacques Delannoy
- 1828-1853 : Louis Visconti
- 1854-1875 : Henri Labrouste
- 1875-1912 : Jean-Louis Pascal
- 1912-1932 : Alfred Recoura
- 1932-1953 : Michel Roux-Spitz
- 1954-1981 : André Chatelin
- 1981-1998 : Serge Macel
- 1998-20.. : Jean-François Lagneau
- 2007-20.. : Bruno Gaudin et Virginie Brégal

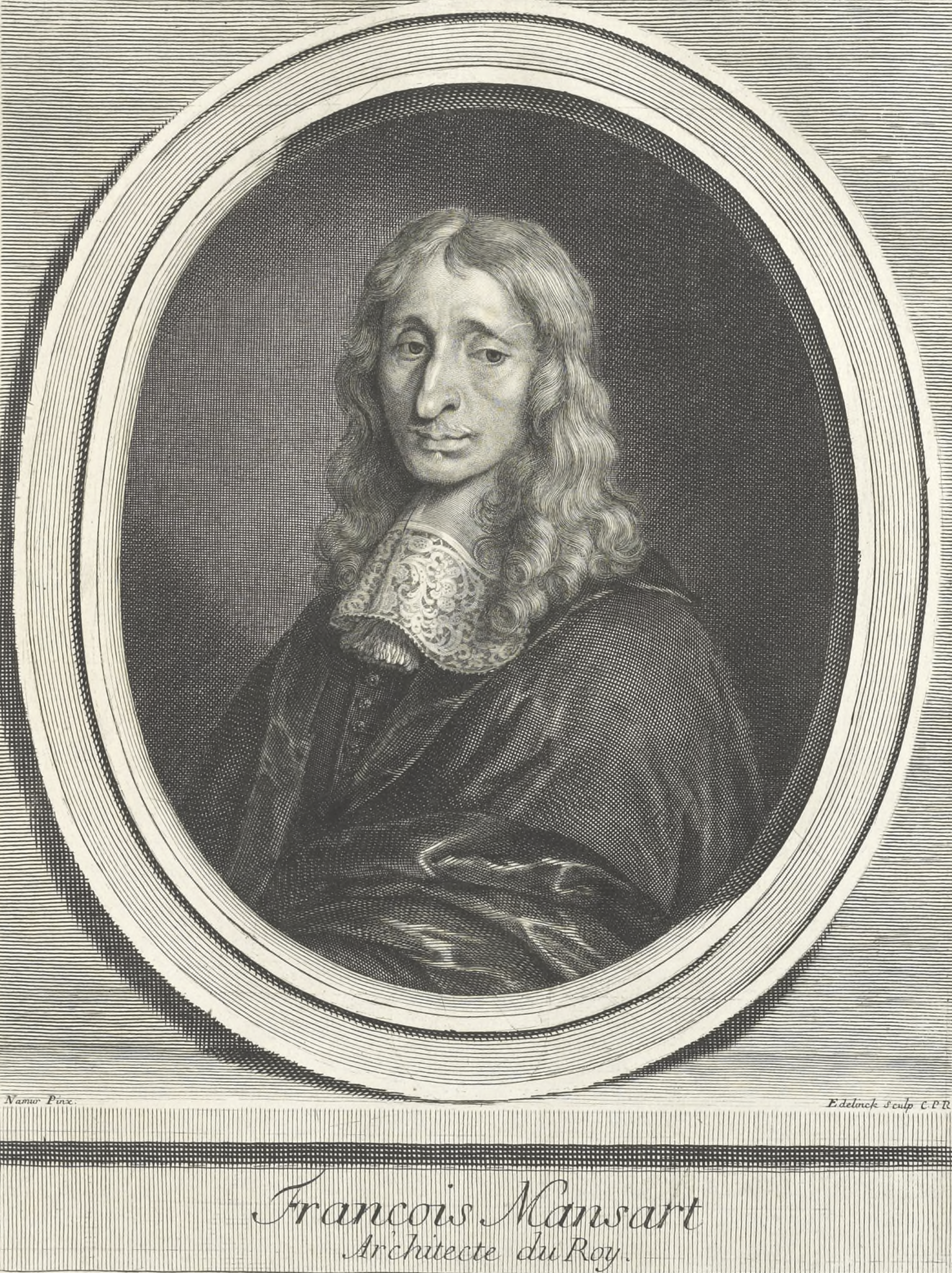
François Mansart.
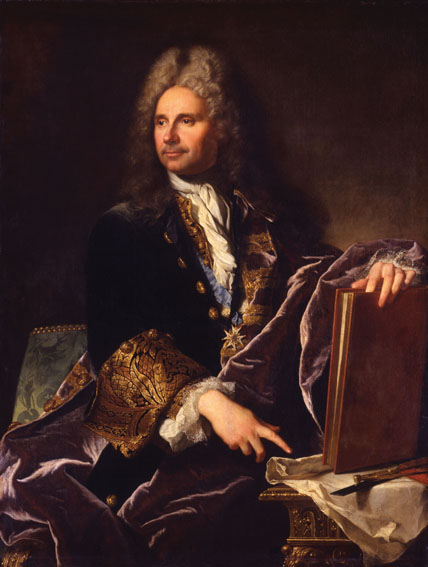
Robert de Cotte.
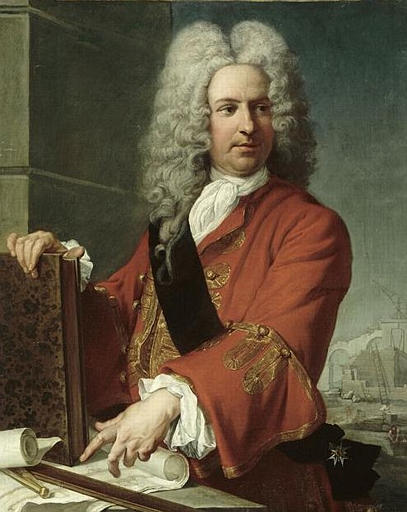
Jacques V Gabriel.
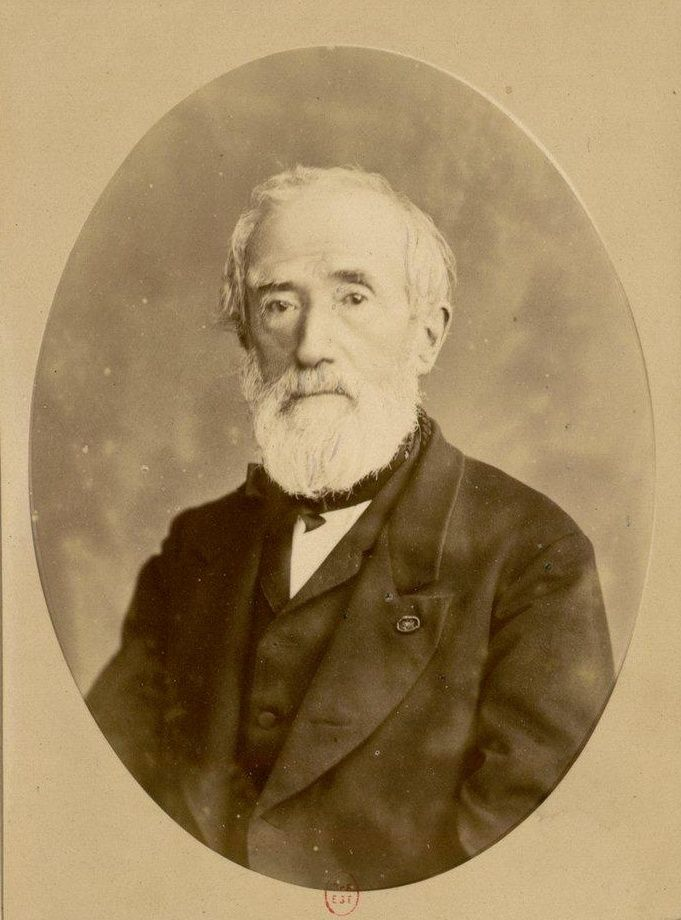
Henri Labrouste.
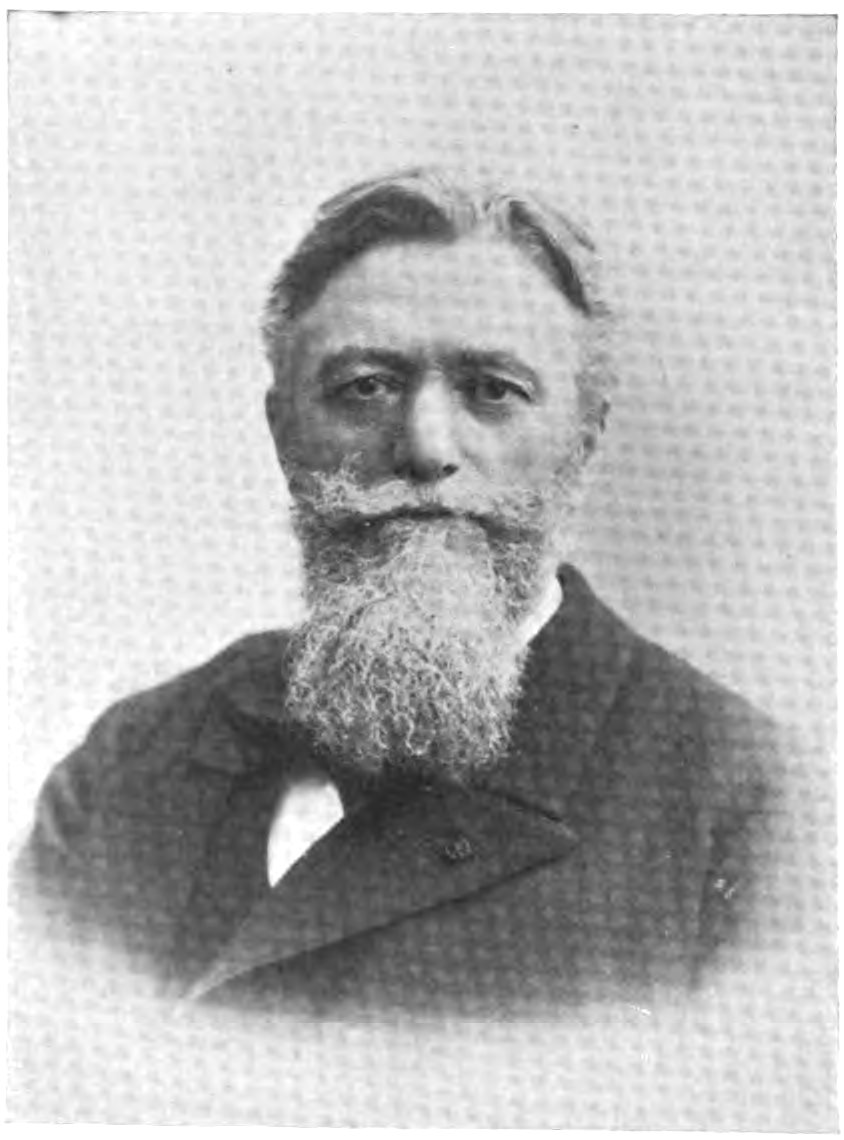
Jean-Louis Pascal.